# اليونان القديمة

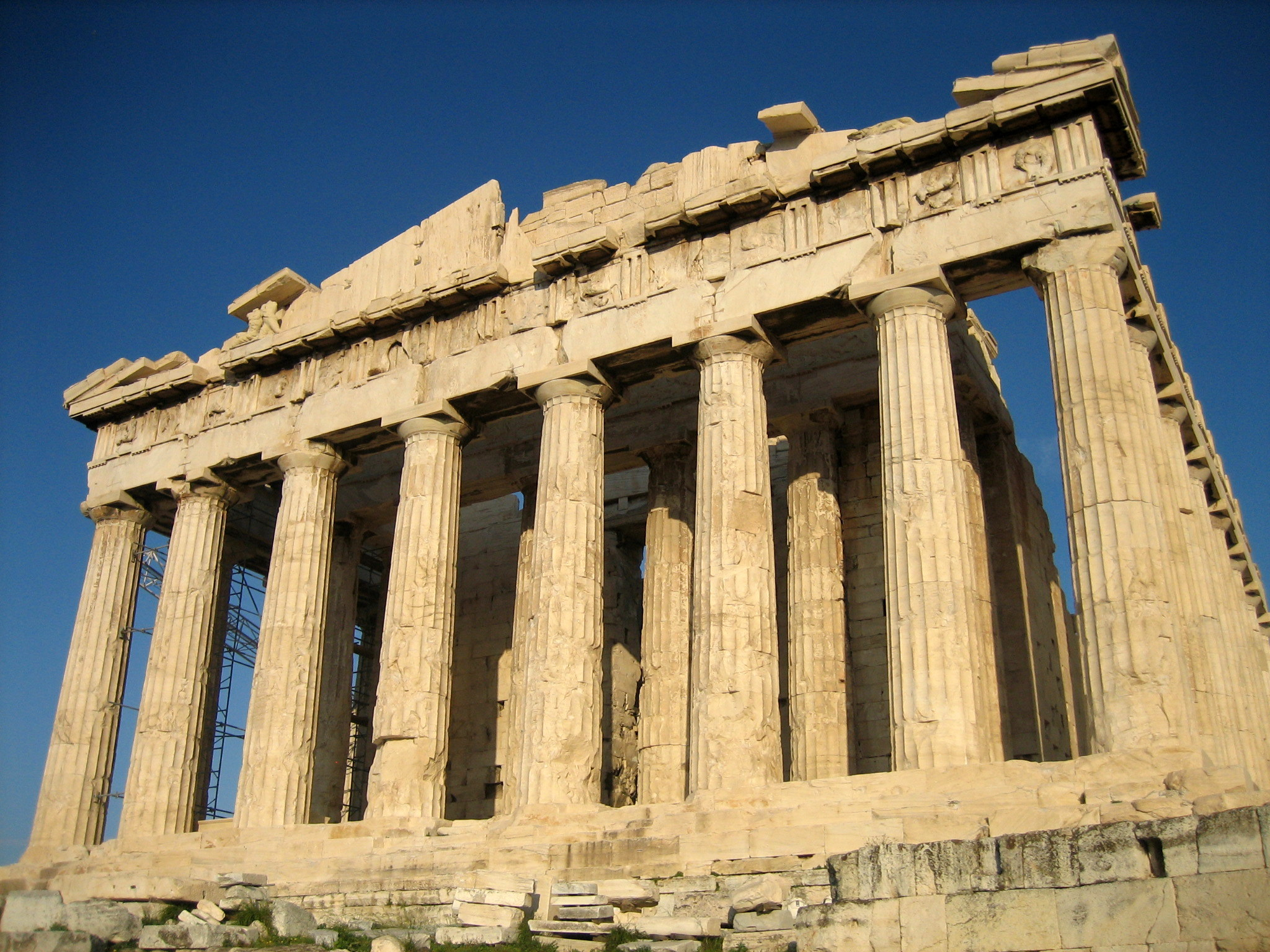
البارثينون، معبد مخصص لأثينا، يقع على الاكروبول في أثينا، وهو واحد من الرموز الأكثر تمثيلا للحضارة والتطور التقني للإغريق

اليونان القديمة (باليونانية: Ελλάς) هي فترة من التاريخ اليوناني وحضارة استمرت من العصور المظلمة اليونانية في حوالي القرن الثالث عشر - التاسع قبل الميلاد إلى أواخر القرن السادس ميلادي ونهاية العصر الكلاسيكي القديم. وبدأت بعدها مباشرةً فترة العصور الوسطى المبكرة وتليها الحقبة البيزنطية. بعد ثلاثة قرون تقريبًا من انهيار العصر البرونزي المتأخر في اليونان الموكيانية، بدأت البوليس (دولة مدينة) اليونانية الحضرية في التكون في القرن الثامن قبل الميلاد، مما أدى إلى فترة اليونان العتيقة واستعمار حوض البحر الأبيض المتوسط. تبع ذلك فترة اليونان الكلاسيكية، وهي حقبة بدأت مع الحروب الفارسية اليونانية، واستمرت من القرن الخامس إلى الرابع قبل الميلاد. وبسبب الفتوحات التي قام بها الإسكندر الأكبر في مقدونيا، ازدهرت الحضارة الهلنستية من آسيا الوسطى إلى الطرف الغربي للبحر الأبيض المتوسط. انتهت الفترة الهلنستية بالفتوحات والاستيلاء علي بلدان شرق المتوسط من قبل الجمهورية الرومانية، والتي أنشأت مقاطعة مقدونيا الرومانية في اليونان الرومانية، وفي وقت لاحق مقاطعة آخايا خلال الإمبراطورية الرومانية.
كان للثقافة اليونانية الكلاسيكية، وخاصة الفلسفة، تأثير قوي على روما القديمة، التي حملت نسخة منها إلى أجزاء كثيرة من حوض البحر الأبيض المتوسط وأوروبا. لهذا السبب، تعتبر اليونان الكلاسيكية بشكل عام الثقافة الأحيائية التي وفرت أساس الثقافة الغربية الحديثة وتعتبر مهد الحضارة الغربية.
أعطت الثقافة اليونانية الكلاسيكية الكثير من الأهمية للمعرفة. لم يكن العلم والدين منفصلين وكان الاقتراب من الحقيقة يعني الاقتراب من الإله. في هذا السياق، فهموا أهمية الرياضيات كأداة للحصول على معرفة أكثر موثوقية («إلهية»). تمكنت الثقافة اليونانية، في بضعة قرون ومع عدد محدود من السكان، من استكشاف وإحراز تقدم في العديد من مجالات العلوم والرياضيات والفلسفة والآداب والمعرفة بشكل عام.

## التسلسل الزمني
من المعروف أن العصور القديمة الكلاسيكية في منطقة البحر المتوسط بدأت في القرن الثامن قبل الميلاد (ما يقرب من أقدم شعر مسجل من هوميروس) وانتهت في القرن السادس الميلادي.
عُرف العصر القديم الكلاسيكي في اليونان بالعصور المظلمة اليونانية (حوالي 1200 - حوالي 800 ق.م)، والتي تتميز من الناحية الأثريّة بأنماط التصاميم الشبه الهندسية والهندسية على الفخار. بعد العصور المظلمة كان هناك العصر العتيق، بداية من القرن الثامن قبل الميلاد. شهد العصر العتيق تطورات مبكرة في الثقافة والمجتمع اليوناني، والتي شكلت الأساس للفترة الكلاسيكية. بعد العصر العتيق، يُعتقد أن الفترة الكلاسيكية في اليونان استمرت من الغزو الفارسي لليونان في 480 حتى وفاة الإسكندر الأكبر في 323. تتميز الفترة بأسلوب اعتبره المراقبون لاحقاً نموذجي أي «كلاسيكي»، كما هو موضح على سبيل المثال في البارثينون. سياسياً، هيمنت أثينا والحلف الديلي على العصر الكلاسيكي خلال القرن الخامس، ولكن حل محلهم هيمنة أسبرطة في أوائل القرن الرابع قبل الميلاد، قبل انتقال السلطة إلى ثيفا والرابطة البيوتية وأخيراً إلى رابطة كورنث بقيادة مقدونيا. شهدت هذه الفترة الحروب الفارسية اليونانية ونهوض مقدونيا.
بعد العصر الكلاسيكي كانت الفترة الهلنستية (323-146 ق.م)، والتي توسعت خلالها الثقافة والقوة اليونانية إلى الشرق الأدنى والأوسط. تبدأ هذه الفترة مع وفاة الإسكندر وتنتهي مع الغزو الروماني. عادة ما تعتبر فترة اليونان الرومانية بين النصر الروماني على كورنث في معركة كورنث في 146 ق.م، وإقامة بيزنطة من قبل قسطنطين كعاصمة للإمبراطورية الرومانية في عام 330 م. وأخيرًا، تشير العصور القديمة المتأخرة إلى فترة التنصير (Decline of Greco-Roman polytheism) خلال فترة ما بعد الرابع إلى أوائل القرن السادس الميلادي، وأحيانًا ما كانت تُمد بإغلاق أكاديمية أثينا بواسطة جستينيان الأول عام 529.

## التأريخ
تعتبر الفترة التاريخية في اليونان القديمة فريدة من نوعها في تاريخ العالم، حيث كانت الفترة الأولى موثقة مباشرة في علم التأريخ، في حين أن بدايات التاريخ القديم أو تاريخ فجر التاريخ معروف بأدلة أكثر ظرفية، مثل حوليات أو قوائم الملك، والأبيغرافيا.
يُعرف هيرودوت على نطاق واسع بأنه «أب التاريخ»: إن تاريخه معروف في الحقل بأكمله. وقد كُتب بين 450 و 420 ق.م، عمل هيرودوت يصل إلى حوالي قرن من الماضي، يناقش الشخصيات التاريخية في القرن السادس مثل دارا الأول من بلاد فارس، قمبيز الثاني وبسماتيك الثالث، ويلمح إلى بعض الحكام من القرن الثامن مثل كانداوليس.
خلّف هيرودوت مؤلفون مثل ثوسيديديس، كسينوفون، ديموستيني، أفلاطون وأرسطو. كان معظم هؤلاء المؤلفين إما من الأثينيين أو المؤيدين لأثينا، وهذا هو السبب في أنه يُعرف أكثر بكثير عن تاريخ وسياسة أثينا من العديد من المدن الأخرى. ويقتصر نطاقها على مزيد من التركيز على التاريخ السياسي والعسكري والدبلوماسي، متجاهلاً التاريخ الاقتصادي والاجتماعي.

## التاريخ

### الفترة العتيقة

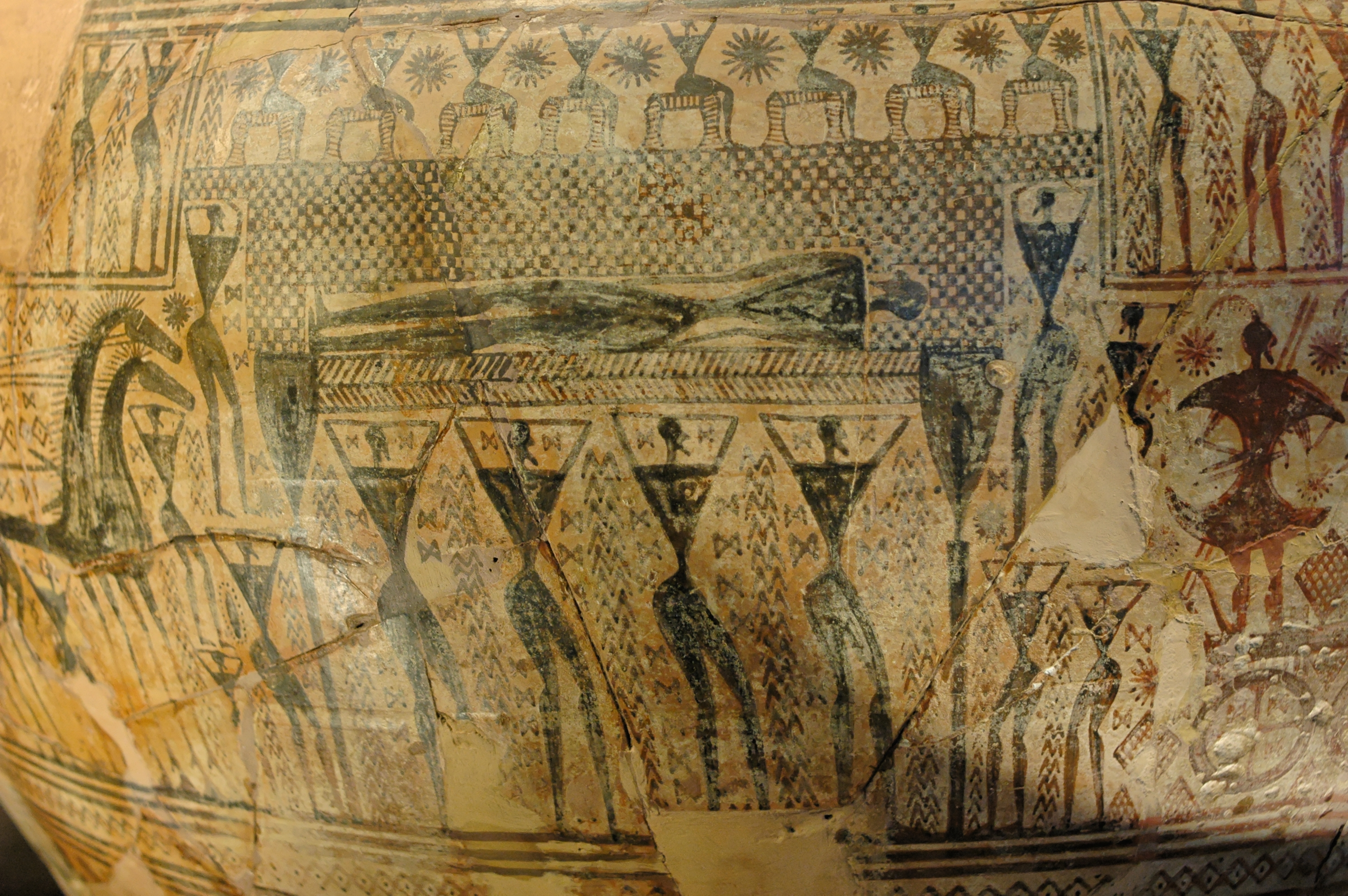
مزهرية ديببولون من العصر الهندسي المتأخر، أو بداية العصر العتيق في حوالي 750 ق.م.

في القرن الثامن قبل الميلاد، بدأت اليونان في الخروج من العصور المظلمة التي أعقبت سقوط الحضارة الموكيانية. فقد فقدت القراءة والكتابة ونسيت الكتابة الموكيانية، لكن اليونانيين تبنوا الأبجدية الفينيقية، وتم تعديلها لإنشاء الأبجدية اليونانية. من الممكن أن تكون الأشياء المكتوبة بالفينيقية متوفرة في اليونان منذ القرن التاسع قبل الميلاد، لكن أول دليل على الكتابة اليونانية يأتي من الكتابة على الجدران وعلى الفخار اليوناني جاء من منتصف القرن الثامن. تم تقسيم اليونان إلى العديد من مجتمعات الحكم الذاتي الصغيرة، وهو نمط فرضته الجغرافيا اليونانية إلى حد كبير: حيث يتم فصل كل جزيرة ووادي وسهل عن جيرانه عن طريق البحر أو السلاسل الجبلية.
حرب ليلانتين (حوالي 710 - 650 ق.م) هي أقدم حرب موثقة من العصر اليوناني القديم. ووقعت بين البوليس الهامة (دولة مدينة) من خالكيذا وإريتريا على سهل ليلانتين الخصب في وابية. يبدو أن كلا المدينتين قد عانت من التدهور نتيجة للحرب الطويلة، على الرغم من أن خالكيذا كانت المنتصر الأقوى.
نشأت طبقة تجارية في النصف الأول من القرن السابع قبل الميلاد، والتي ظهرت بسبب ظهور العملات في حوالي 680 ق.م. ظهر التوتر بسبب هذه الطبقة في العديد من دول المدن. فالأنظمة الأرستقراطية التي تحكم عمومًا البوليس كانت مهددة بالثروة الجديدة من التجار الذين كانوا بدورهم يرغبون في السلطة السياسية. منذ عام 650 ق.م، كان على الأرستقراطيين أن يحاربوا كي لا تتم الإطاحة بهم واستبدالهم بالطغاة الشعبويين. هذه الكلمة مستمدة من الطغيان اليوناني المُحقر الذي يعني «الحاكم غير الشرعي»، وكان هذا ينطبق على كل من القادة الجيدين والسيئين على حد سواء.
يبدو أن تزايد عدد السكان والنقص في الأراضي أدى إلى نشوب صراع داخلي بين الفقراء والأغنياء في العديد من دول المدن. في إسبرطة، أدت الحروب الميسينية إلى غزو ميسينيا وإستعباد الميسينيين، وذلك ابتداء من النصف الأخير من القرن الثامن قبل الميلاد، وهو عمل لم يسبق له مثيل في اليونان القديمة. سمحت هذه الممارسة بحدوث ثورة اجتماعية. السكان الذين تم إخضاعهم، الذين عرفوا فيما بعد باسم «هيلوتس»، تم استعبادهم وتشغيلهم من أجل أسبرطة، في حين أصبح كل مواطن من مواطني أسبرطة جنديًا من الجيش الأسبرطي في دولة عسكرية بشكل دائم. حتى النخبة كانت مضطرة للعيش والتدرب كجنود. هذه القواسم المشتركة بين المواطنين الأغنياء والفقراء عملت على نزع فتيل الصراع الاجتماعي. هذه الإصلاحات، المنسوبة إلى ليكرجوس أسبرطة، ربما كانت قد اكتملت في 650 ق.م.

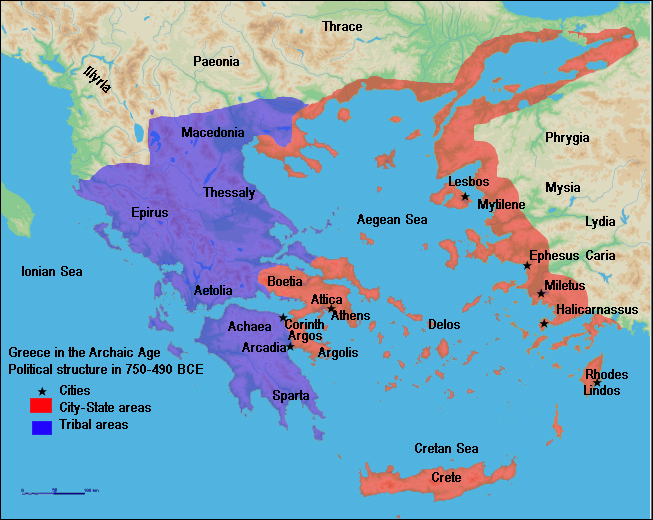
الجغرافيا السياسية لليونان القديمة في الفترات العتيقة والكلاسيكية

عانت أثينا من أزمة أراضي وزراعة في أواخر القرن السابع قبل الميلاد، مما أدى مرة أخرى إلى صراع أهلي. أقام الأركون المسمى (رئيس القضاة) دراكو إصلاحات صارمة على القانون في 621 ق.م (ومنه تأتي الصفة «دراكوني» والتي تعني شديد القسوة)، ولكن فشلت هذه الإصلاحات في قمع الصراع. في نهاية المطاف، الإصلاحات المعتدلة لسولون (594 ق.م)، التي حسّنت أحوال الكثير من الفقراء، ولكنها ترسخ الأرستقراطية في السلطة بقوة، أعطت أثينا بعض الاستقرار.
بحلول القرن السادس قبل الميلاد، ظهرت العديد من المدن كمهيمنة في الشؤون اليونانية: أثينا، أسبرطة، كورنث، ثيفا. وكان كل واحد منهم قد أخضع المناطق الريفية المحيطة والبلدات الأصغر تحت سيطرته، وأصبحت أثينا وكورنث قوى بحرية وتجارية كبرى كذلك.
أدت الزيادة السريعة في عدد السكان في القرنين الثامن والتاسع قبل الميلاد إلى هجرة العديد من الإغريق لتشكيل المستعمرات في العصور القديمة في ماجنا غراسيا (جنوب إيطاليا وصقلية) وآسيا الصغرى وأبعد من ذلك. لقد توقفت الهجرة في القرن السادس قبل الميلاد عندما أصبح العالم اليوناني ثقافياً ولغوياً أكبر بكثير من مساحة اليونان الحالية. لم تكن المستعمرات اليونانية خاضعة لسيطرة سياسية من قبل المدن المؤسسة لها، على الرغم من أنها احتفظت في كثير من الأحيان بروابط دينية وتجارية معها.
سببت عملية الهجرة أيضا سلسلة طويلة من الصراعات بين المدن اليونانية في صقلية، وخاصة سرقوسة، وقرطاجية. واستمرت هذه الصراعات من 600 ق.م إلى 265 ق.م عندما دخلت الجمهورية الرومانية في تحالف مع ماميتينز لدرء الأعمال العدائية من قبل الطاغية الجديد هييرو الثاني من سرقوسة ومن ثم القرطاجيين. بهذه الطريقة أصبحت روما القوة المهيمنة الجديدة ضد القوة المتلاشية للمدن اليونانية الصقلية والتفوق القرطاجي في المنطقة. بعد عام واحد اندلعت الحرب البونيقية الأولى.
في هذه الفترة، كان هناك تنمية اقتصادية ضخمة في اليونان، وكذلك في مستعمراتها في الخارج التي شهدت نموا في التجارة والتصنيع. كان هناك تحسن كبير في مستويات المعيشة للسكان. تقدر بعض الدراسات أن متوسط حجم الأسرة اليونانية، في الفترة من 800 ق.م إلى 300 ق.م، زاد خمس مرات، مما يشير إلى زيادة كبيرة في متوسط دخل السكان.
في النصف الثاني من القرن السادس قبل الميلاد، سقطت أثينا تحت طغيان بيسيستراتوس ثم من بعده أبنائه هيبياس الأثيني وهيبارخوس. ومع ذلك، في 510 ق.م، وبتحريض من الأرستقراطي الأثيني كليسثنيس، ساعد الملك الإسبرطي كليومينس الأول الأثينيون على إسقاط الطغاة. بعد ذلك، انقلبت كل من أسبرطة وأثينا على بعضهما البعض، وفي ذلك الوقت قام كليومينس الأول بتثبيت إيساغوراس كقائد أركون. حريص على منع أثينا من أن تصبح دمية لإسبرطة، رد كليسثنيس بتقديم اقتراح لزملائه المواطنين أن تقوم أثينا بثورة حيث فيها: أن جميع المواطنين يشاركون في السلطة السياسية، بغض النظر عن وضعهم: أن تصبح أثينا «ديمقراطية». بحماس شديد أخذ الاثينيون هذه الفكرة، بعد أن أطاحوا بإيساغوراس ونفذوا إصلاحات كليسثنيس، كانوا قادرين بسهولة على صد غزو ثلاثي من قبل إسبرطة يهدف إلى استعادة إيساغوراس. لقد عالج ظهور الديمقراطية الكثير من أمراض أثينا وأدى إلى "العصر الذهبي" للأثينيين.

### اليونان الكلاسيكية

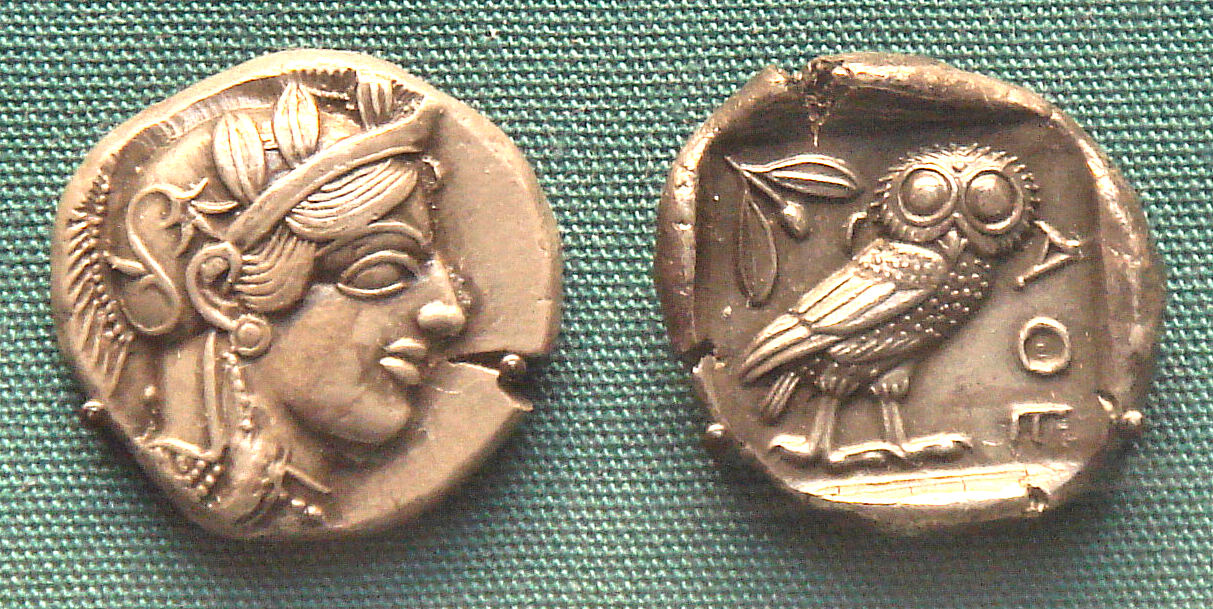
عملة مبكرة من أثينا، تصور رأس أثينا علي الوجه وبومة أثينا علي الخلف — القرن الخامس قبل الميلاد

في عام 499 ق.م، تمردت الدول الأيونية تحت الحكم الفارسي ضد الطغاة المدعومين من الفرس الذين حكمومهم. بدعم من القوات المرسلة من أثينا وإريتريا، تقدموا حتى سارد وأحرقوا المدينة، قبل أن يتم إرجاعهم بفعل الهجوم المضاد للفرس. استمر التمرد حتى عام 494، عندما هزم الثوار الأيونين. لم ينس دارا أن الأثينين ساعدوا الثورة الأيونية، وفي عام 490 قام بتجميع أسطول حربي للسيطرة على أثينا. على الرغم من كثرة الجيش الفارسي، الاثينيين -بدعم من حلفائهم من بلاتايا- هزموا القوات الفارسية في معركة ماراثون، وانسحب الأسطول الفارسي.

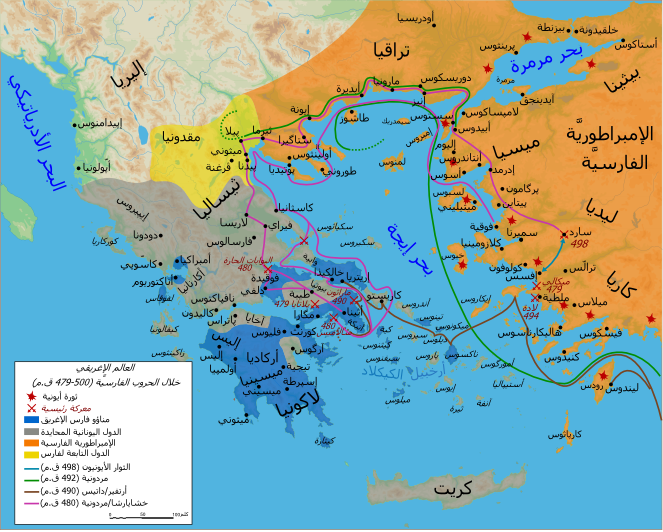
خريطة توضح أحداث المراحل الأولى من الحروب اليونانية الفارسية.

بعد عشر سنوات، أُطلِقَت حملة ثانية من قبل ابنه خشايارشا. قُدمت دول المدن في شمال ووسط اليونان إلى القوات الفارسية دون مقاومة، ولكن تحالفًا من 31 دولة مدينة يونانية، بما في ذلك أثينا وأسبرطة، عزمت على مقاومة الحملة الفارسية. في الوقت نفسه، غُزِيَت صقلية اليونانية من قبل قوة القرطاجيين. في عام 480 ق.م، وقعت المعركة الكبرى الأولى للغزو في ثيرموبيلاي، حيث قامت قوة صغيرة من اليونانيين، يقودها ثلاثمائة جندي أسبرطي، بالصد عن ممر مهم في قلب اليونان لعدة أيام. في نفس الوقت، هزم جيلو، الطاغية في سرقوسة، الغزو القرطاجي في معركة حميرا.
هزم الفرس من قبل قوة بحرية أثينية في معركة سلاميس، وفي 479 هزم على الأرض في معركة بلاتيا. استمر التحالف ضد بلاد فارس، في البداية بقيادة الإسبرطي بوسانياس ولكن من 477 بقيادة أثينا، وبحلول عام 460، طُردت بلاد فارس من بحر إيجة. خلال هذه الفترة من الحملات، تحول الحلف الديلي تدريجياً من تحالف دفاعي من الولايات اليونانية إلى إمبراطورية أثينا، حيث تمكنت القوة البحرية المتنامية في أثينا من إجبار دول التحالف الأخرى على الامتثال لسياساتها. أنهت أثينا حملاتها ضد فارس في عام 450 ق.م، بعد هزيمة كارثية في مصر في عام 454 ق.م، ووفاة كيمون في مواجهة الفرس في قبرص في 450.

الحلف الديلي ("الإمبراطورية الأثينية")، تماماً قبل الحرب البيلوبونيسية في 431 ق.م

في حين أن النشاط الأثيني ضد الإمبراطورية الفارسية قد انتهى، إلا أن الصراع بين إسبرطة وأثينا كان يتزايد. كانت إسبرطة متشككة من القوة الأثينية المتزايدة الذي مولها الحلف الديلي، وزادت التوترات عندما عرضت أسبرطة المساعدة لأعضاء الحلف الراغبين في التمرد على الهيمنة الأثينية. تفاقمت هذه التوترات في عام 462، عندما أرسلت أثينا قوة لمساعدة إسبرطة في التغلب على ثورة الهيلوتس، لكن مساعداتهم رفضت من قبل الإسبرطيين. في عام 450، سيطرت أثينا على بيوتيا، وحصدت انتصارات على أجانيطس وكورنث. ومع ذلك، فشلت أثينا في تحقيق فوز حاسم، وفي 447 فقدت بيوتيا مرة أخرى. وقعت أثينا وأسبرطة على سلام الثلاثين عام في شتاء 446/5، منهياً الصراع.
على الرغم من السلام في 446/5، انخفضت العلاقات الأثينية مع أسبرطة مرة أخرى في 431، وفي 430 اندلعت الحرب مرة أخرى. يُنظر إلى المرحلة الأولى من الحرب تقليديًا على أنها سلسلة من الغزوات السنوية لاتيكا من قبل أسبرطة، والتي لم تحرز تقدمًا يذكر، في حين نجحت أثينا ضد الإمبراطورية الكورنثية في شمال غرب اليونان، وفي الدفاع عن إمبراطوريتها الخاصة، على الرغم من المعاناة من الطاعون والغزو الإسبرطي. نقطة التحول في هذه المرحلة من الحرب عادة ما ينظر إليها على أنها الانتصارات الأثينية في بيلوس و سفاكتيريا. دعت أسبرطة من أجل السلام، لكن الأثينيين رفضوا الاقتراح. الفشل الأثيني لاستعادة السيطرة في بيوتيا في دليوم ونجاحات براسيداس في شمال اليونان في 424، أدى إلى تحسين موقف أسبرطة في سفاكتيريا. بعد وفاة كليون وبراسيداس، أقوى المعترضين على السلام في الجانبين الأثيني والإسبرطي على التوالي، تم الاتفاق على معاهدة سلام في 421.
على الرغم من ذلك، لم يدم السلام، وفي عام 418 هُزم تحالف بين أثينا وأرغوس من قبل أسبرطة في مانتينيا. في 415 أطلقت أثينا حملة بحرية ضد صقلية؛ انتهت الحملة في كارثة مع مقتل الجيش بأكمله تقريبا. بعد الهزيمة الأثينية في سرقوسة مباشرة، بدأ حلفاء أثينا الأيونيين التمرد ضد الحلف الديلي، بينما في نفس الوقت بدأت بلاد فارس مرة أخرى في التدخل في الشؤون اليونانية على الجانب الإسبرطي. في البداية، استمر الموقف الأثيني قويًا نسبيًا، حيث فاز بمعارك مهمة مثل تلك في كيزيكوس في 410 وأرغينوز في عام 406. ومع ذلك، في 405 هزمت إسبرطة أثينا في معركة أيجوسبتيمي، وبدأت في حصار ميناء أثينا، مع عدم وجود إمدادات الحبوب وخطر المجاعة، دعت أثينا من أجل السلام، ووافقت على تسليم أسطولها والانضمام إلى الرابطة البيلوبونيزية بقيادة أسبرطة.
وهكذا دخلت اليونان القرن الرابع قبل الميلاد تحت هيمنة إسبرطة، لكن من الواضح منذ البداية أن هذه الهيمنة كانت ضعيفة. وعنت الأزمة الديموغرافية أن إسبرطة كانت فوق طاقتها، وبحلول عام 395 ق.م، شعرت أثينا وآرغوس وثيفا وكورنث بالقدرة على تحدي هيمنة أسبرطة، مما أدى إلى نشوب حرب كورنثية (395-387 ق.م). حرب أخرى من ورطة، وانتهت مع استعادة الوضع الراهن، بعد تهديد التدخل الفارسي بالنيابة عن إسبرطة.
استمرت هيمنة أسبرطة 16 سنة أخرى، حتى، عندما حاولت فرض إرادتهم على ثيفا، هُزمت أسبرطة في ليوكترا في 371 ق.م. ومن ثم قاد جنرال ثيفا إبامينونداس القوات إلي البيلوبونيز، وعندها انشقت دول المدن الأخرى عن قضية أسبرطة. وبالتالي كانت ثيفا قادرة على المسير إلى ميسينيا وتحريرها.
حُرمت أسبرطة من أراضيها ومسانديها، وأصبحت إثر ذلك قوة من الدرجة الثانية. كانت الهيمنة الثيفية التي أنشئت على هذا النحو قصيرة الأجل؛ في معركة مانتينيا في 362 ق.م، فقدت ثيفا قائدها الرئيسي، إبامينونداس، والكثير من قوتها، على الرغم من أنهم كانوا المنتصرين في المعركة. في الواقع كانت كل مثل هذه الخسائر لجميع الدول المدن الكبرى في مانتينيا أن لا شيء يمكن أن يقيم الهيمنة في أعقاب ذلك.
تزامنت حالة الضعف في قلب اليونان مع صعود مقدونيا، بقيادة فيليب الثاني. في عشرين سنة، قام فيليب بتوحيد مملكته، ووسعها شمالا وغربا على حساب القبائل الإيليرية، ثم غزا ثيساليا وتراقيا. نشأ نجاحه من إصلاحاته المبتكرة للجيش المقدوني. تدخّل فيليب مراراً وتكراراً في شؤون دول المدن الجنوبية، وبلغت ذروتها في الغزو الحاصل عام 338 ق.م.
هزيمة حاسمة في جيش ثيفا وأثينا المتحالفان في معركة خيرونيا (338 ق.م)، جعلته بحكم الأمر الواقع المهيمن علي جميع اليونان، باستثناء أسبرطة. أجبر غالبية الدول المدينة على الانضمام إلى تحالف كورنث، وتحالفهم معه، ومنعهم من خوض الحرب مع بعضهم البعض. ومن ثم دخل فيليب الحرب ضد الإمبراطورية الأخمينية ولكن تم اغتياله من قبل بوسانياس الأورستايسي في وقت مبكر من الصراع.
أكمل الإسكندر الأكبر، ابن وخليفة فيليب الحرب. هزم الإسكندر دارا الثالث الفارسي ودمر بالكامل الإمبراطورية الأخمينية وضمها إلى مقدونيا وكسب لنفسه لقب «الأكبر». عندما توفي الإسكندر في 323 ق.م، كانت القوة والنفوذ اليوناني في أوجها. ومع ذلك، كان هناك تحول أساسي بعيداً عن الاستقلال الشرس والثقافة الكلاسيكية للبوليس، وبدلا من ذلك نحو الثقافة الهلنستية النامية.

### اليونان الهلنستية

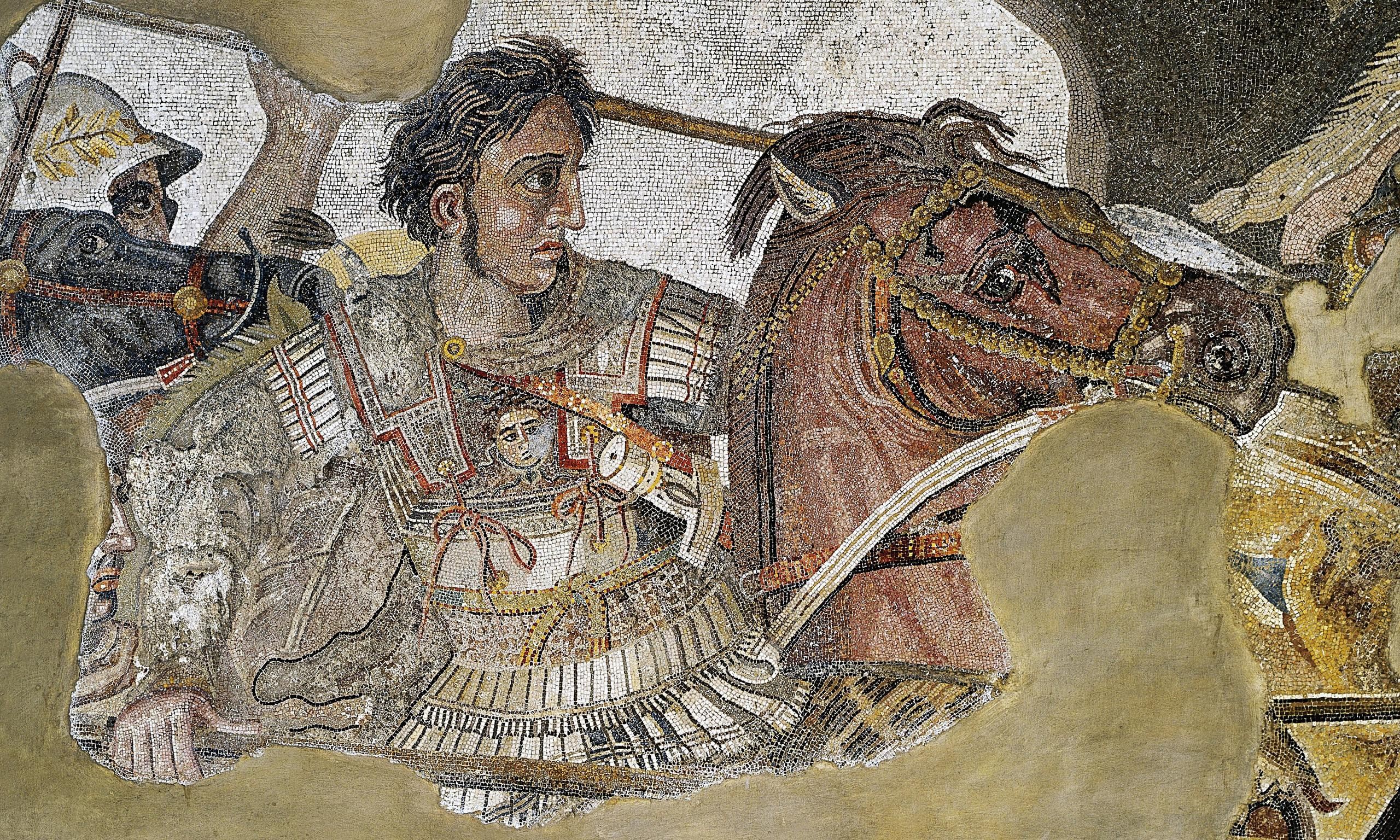
فسيفساء الإسكندر، المتحف الأثري الوطني، نابولي.

استمرت الفترة الهلنستية من عام 323 ق.م، والتي شهدت نهاية حروب الإسكندر الأكبر، إلى ضم اليونان من قبل الجمهورية الرومانية في 146 ق.م. على الرغم من أن إقامة الحكم الروماني لم يكسر استمرارية المجتمع والثقافة الهلنستية، التي ظلت دون تغيير إلى حد كبير حتى ظهور المسيحية، إلا أنها شكلت نهاية الاستقلال السياسي اليوناني.
خلال الفترة الهلنستية، انخفضت أهمية «اليونان الأصلية» (منطقة اليونان الحديثة الآن) داخل العالم الناطق باللغة اليونانية بشكل حاد. كانت المراكز الكبرى للثقافة الهلنستية هي الإسكندرية وأنطاكية، عاصمة المملكة البطلمية والإمبراطورية السلوقية، على التوالي.

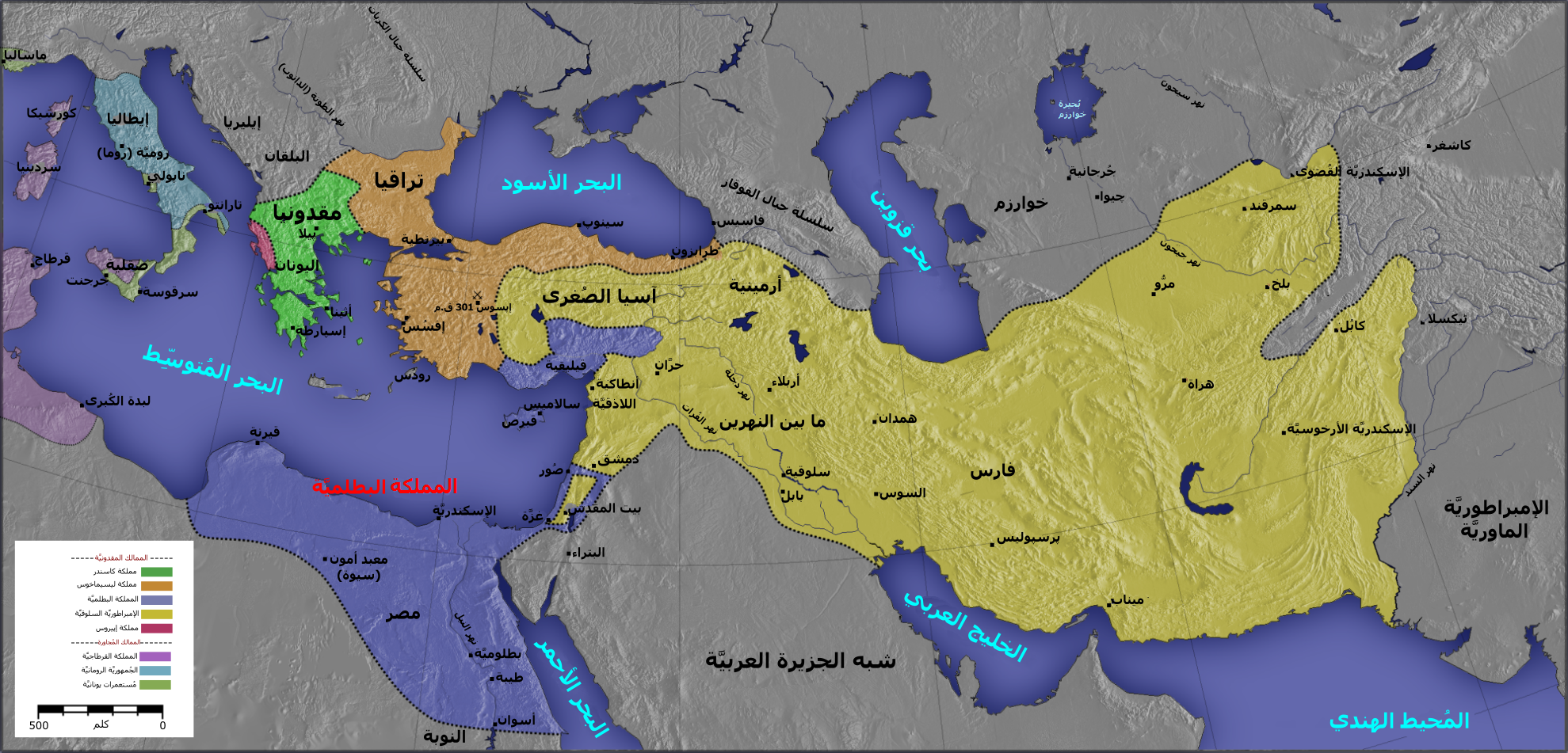
عوالم الحضارات الهلينستية الكبرى شاملة ممالك ملوك طوائف الإسكندر:
مملكة بطليموس الأول
مملكة كاسندر
مملكة ليسيماخوس
مملكة سلوقس الأول
إبيروس
ظاهر أيضاً علي الخريطة:
مستعمرات يونانية
قرطاج (غير يونانية)
روما (غير يونانية)
غالبًا ما كانت المناطق البرتقالية محل نزاع بعد 281 ق.م. الأسرة الأتالية احتلت بعض هذه المنطقة. غير معروض: المملكة الهندية الإغريقية.

غزوات الإسكندر كان لها عواقب عديدة على دول المدن اليونانية. اتسعت آفاق اليونانيين بشكل كبير وأدت إلى هجرة مطردة، خاصة للشباب والطموحين، إلى الإمبراطوريات اليونانية الجديدة في الشرق. هاجر العديد من اليونانيين إلى الإسكندرية وأنطاكية والعديد من المدن الهلنستية الجديدة الأخرى التي تأسست في أعقاب حروب الإسكندر، بعيدًا وحتى أبعد إلي أفغانستان وباكستان الآن، حيث نجت المملكة الإغريقية البخترية والمملكة الهندية الإغريقية حتى نهاية القرن الأول قبل الميلاد.
بعد وفاة الإسكندر، كانت إمبراطوريته، بعد بعض النزاعات، مقسمة بين جنرالاته، مما تسبب في ظهور المملكة البطلمية (مصر وشمال إفريقيا المجاورة)، والإمبراطورية السلوقية (بلاد الشام وبلاد الرافدين وبلاد فارس) والأسرة الأنتيغونية (مقدونيا)). في الفترة الفاصلة، تمكنت مدن المدينة اليونانية من انتزاع بعض حريتها، رغم أنها كانت لا تزال تخضع للمملكة المقدونية.
شكلت دول المدينة داخل اليونان نفسها في اثنين من التحالفات. اتحاد آخاين (بما في ذلك ثيفا وكورنث وآرغوس) والاتحاد الأيتوليي (بما في ذلك أسبرطة وأثينا). لفترة طويلة من الفترة حتى السيطرة الرومانية، كانت هذه التحالفات عادة في حالة حرب مع بعضها البعض، و/أو متحالفين مع مختلف الجوانب في الصراعات بين ملوك طوائف الإسكندر (الدول الخليفة لإمبراطورية الإسكندر).
انخرطت المملكة الأنتيغونية في حرب مع الجمهورية الرومانية في أواخر القرن الثالث. على الرغم من أن الحرب المقدونية الأولى كانت غير حاسمة، استمر الرومان، على نحو نموذجي، في شن الحرب على مقدونيا حتى تم استيعابها بالكامل في الجمهورية الرومانية (بحلول عام 149 ق.م). في الشرق تحللت الإمبراطورية السلوقية المفككة تدريجيًا، على الرغم من بقاء ردفها حتى عام 64 ق.م، في حين استمرت المملكة البطلمية في مصر حتى 30 ق.م، عندما غزاها الرومان أيضًا. نما الاتحاد الأيتوليي حذراً من التدخل الروماني في اليونان، ووقف مع الـ السلوقين في الحرب الرومانية-السلوقية، عندما انتصر الرومان، تم استيعاب الاتحاد بشكل فعال في الجمهورية. على الرغم من أن اتحاد آخاين قد تفوق على كل من الاتحاد الأيتوليي ومقونيا، إلا أنه سرعان ما هزم وتم ضمه من قبل الرومان في 146 ق.م، وبذلك وضع حد لاستقلال اليونان بأسرها.

### اليونان الرومانية
وقعت شبه الجزيرة اليونانية تحت السيطرة الرومانية بعد معركة كورنث في 146 ق.م. أصبحت مقدونيا مقاطعة رومانية بينما أصبح جنوب اليونان تحت إشراف بريفيكتوس مقدونيا. ومع ذلك، تمكنت بعض البوليس اليونانية م الحفاظ على استقلال جزئي وتجنب الضرائب. تمت إضافة جزر بحر إيجه إلى هذه الأراضي في عام 133 ق.م. ثارت أثينا ومدن يونانية أخرى في 88 ق.م، وسُحقت شبه الجزيرة الرومانية من قبل الجنرال سولا الروماني. الحروب الأهلية الرومانية دمرت المنطقة حتى أكثر من ذلك، حتى نظم أغسطس شبه الجزيرة كمقاطعة آخايا في 27 ق.م.
كانت اليونان مقاطعة شرقية رئيسية في الإمبراطورية الرومانية، حيث كانت الثقافة الرومانية منذ زمن طويل في الواقع يونانية رومانية. كانت اللغة اليونانية بمثابة لغة مشتركة في الشرق وإيطاليا، وكان العديد من المفكرين اليونانيين مثل جالينوس يقومون بأداء معظم أعمالهم في روما.

## الجغرافيا

### المناطق

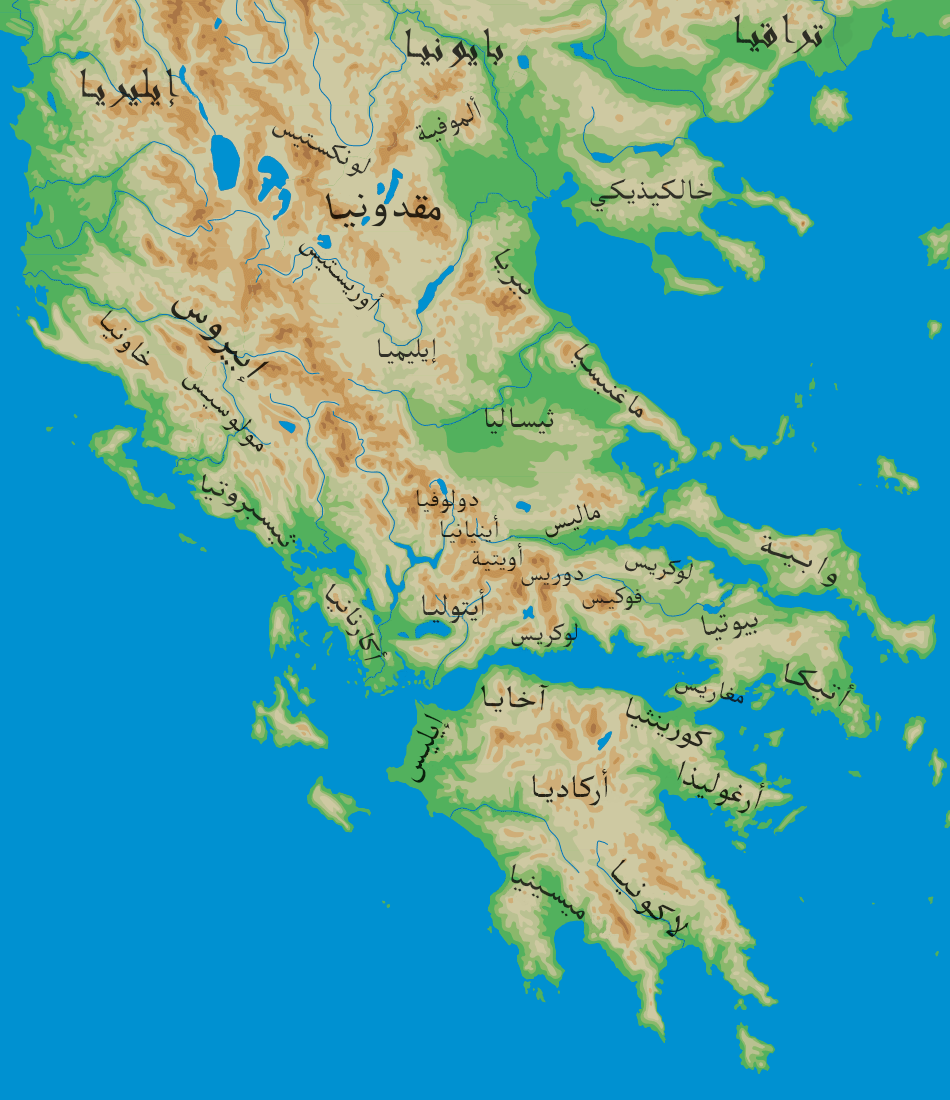
خريطة توضح المناطق الرئيسية في اليونان القديمة والأراضي "البربرية" المجاورة.

أراضي اليونان جبلية، ونتيجة لذلك، تألفت اليونان القديمة من العديد من المناطق الأصغر في كل منها لهجتها الخاصة وخصائصها الثقافية وهويتها الخاصة. كانت النزعة الإقليمية والصراعات الإقليمية سمة بارزة في اليونان القديمة. تميل المدن إلى أن تكون موجودة في الوديان بين الجبال، أو في السهول الساحلية، وتسيطر على منطقة معينة من حولها.
في الجنوب يقع البيلوبونيز، الذي يتكون في حد ذاته من مناطق لاكونيا (جنوب شرق)، ميسينيا (جنوب غرب)، إليس (غرب)، آخايا (شمال)، كورينثيا (شمال شرق)، أرغوليذا (شرق)، أركاديا (وسط). هذه الأسماء تبقى حتى يومنا هذا كوحدات إقليمية لليونان الحديثة، مع وجود حدود مختلفة إلى حد ما. يقع البر الرئيسي لليونان في الشمال، في الوقت الحاضر يعرف باسم وسط اليونان، ويتألف من أيتوليا وأكارنانيا في الغرب، لوكريس، دوريس، و فوكيس في الوسط، بينما في الشرق تقع بيوتيا، أتيكا، و ميغاريس. تقع ثيساليا في الشمال الشرقي، في حين تكمن إبيروس في الشمال الغربي. تمتد إبيروس من خليج أمفيلوكيا في الجنوب إلى جبال سيرونيان ونهر آيويز في الشمال، وتألفت من كيانونيا  (شمال)، مولوسيا (وسط)، وثيسبروتيا (جنوب). في الزاوية الشمالية الشرقية كانت مقدونيا، في الأصل تتكون من مقدونيا السفلى ومناطقها، مثل إيلميا وبييريا و أوريستيس. في حوالي زمن الإسكندر الأول المقدوني، بدأ ملوك الأسرة الأرغية في مقدونيا بالتوسع في مقدونيا العليا، وهي أراض يقطنها قبائل مقدونية مستقلة مثل لينكستيس وإليموتاي وإلى الغرب، وراء نهر فاردار، إلى إيروديا، بوتييا، مجدونيا، و ألموبيا، المناطق التي استقر بها قبائل التراقيين. إلى الشمال من مقدونيا يقع العديد من الشعوب الغير يونانين مثل البايونين الشماليين، التراقيون إلى الشمال الشرقي، والإيليريون، الذين كانوا في أغلب الأحيان في صراع مع المقدونيين، إلى الشمال الغربي. استقر المستوطنون اليونانيون الجنوبيون في خالكيذيكي في وقت مبكر، وتم اعتبارها جزءًا من العالم اليوناني، بينما في أواخر الألفية الثانية قبل الميلاد نشئت أيضًا مستوطنة يونانية كبيرة على الشواطئ الشرقية لبحر إيجه في الأناضول.

### المستعمرات

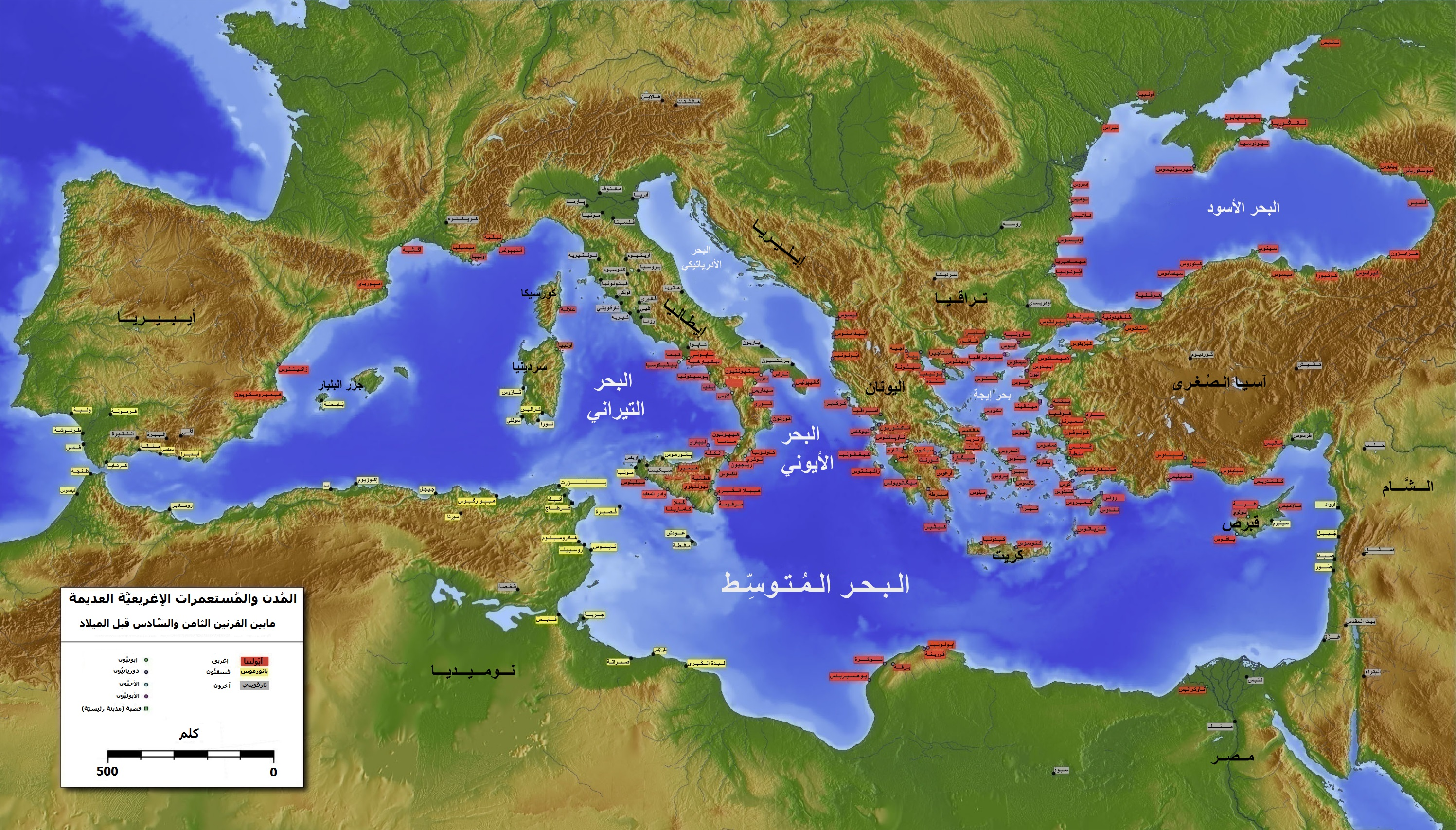
المدن اليونانية والمستعمرات في حوالي 550 ق.م.

خلال العصر القديم، تجاوز عدد سكان اليونان بنسبة أقل من قدرة الأراضي الصالحة للزراعة المحدودة (وفقا لأحد التقديرات، يزداد عدد سكان اليونان القديمة بنسبة أكبر من عشرة بالمائة خلال الفترة من 800 ق.م إلى 400 ق.م، مما زاد من عدد السكان من 800,000 إلى مجموع السكان المقدر من 10 إلى 13 مليون نسمة).
ومنذ حوالي 750 ق.م بدأ اليونانيون 250 سنة من التوسع، وأقاموا مستعمرات في كل الاتجاهات. قإلى الشرق، استعمروا أولاً سواحل بحر ايجه في آسيا الصغرى، تليها قبرص وسواحل تراقيا وبحر مرمرة والساحل الجنوبي للبحر الأسود.
ثم وصل الاستعمار اليوناني في النهاية في الشمال الشرقي إلى ما هو اليوم أوكرانيا وروسيا (تاجانروج)  وإلى الغرب تم استعمار سواحل اليرا وصقلية وجنوب إيطاليا، تليها جنوب فرنسا، وكورسيكا، وحتى شمال شرق إسبانيا. كما تأسست المستعمرات اليونانية في مصر وليبيا.
وكانت بداية بعض الدول كمستعمرات يونانية مثل سيراكيوز الحديثة، نابولي، مرسيليا وإسطنبول سرقوسة (Συρακούσαι)، نيابوليس (Νεάπολις)، مارسيليا (Μασσαλία) وبيزنطة (Βυζάντιον). وقد لعبت هذه المستعمرات دورا هاما في انتشار النفوذ اليوناني في جميع أنحاء أوروبا، كما ساعدت أيضا في إنشاء شبكات تجارية طويلة المسافة بين المدن اليونانية، لتدعيم الاقتصاد في اليونان القديمة.

## السياسة والمجتمع

### الهيكل السياسي
تألفت اليونان القديمة من عدة مئات من الدول المدينة المستقلة نسبياً (البوليس). كان هذا وضعًا مختلفًا عن الوضع في معظم المجتمعات المعاصرة الأخرى، التي كانت إما قبائل أو ممالك تتحكم في مناطق كبيرة نسبياً. مما لا شك فيه أن جغرافيا اليونان - المقسمة والشبه مقسمة إلى أجزاء من التلال والجبال والأنهار - ساهمت في الطبيعة المجزأة لليونان القديمة. من ناحية، لم يكن لدى اليونانيين القدامى أدنى شك في أنهم «شعب واحد». لديهم نفس الدين، نفس الثقافة الأساسية، واللغة نفسها. علاوة على ذلك، كان اليونانيون مدركين جدًا لأصولهم القبلية. كان هيرودوت قادرًا على تصنيف دول المدينة على نطاق واسع عن طريق القبيلة. ومع ذلك، وعلى الرغم من وجود هذه العلاقات ذات المستوى الأعلى، يبدو أنها نادراً ما لعبت دوراً رئيسياً في السياسة اليونانية. تم الدفاع بقوة عن استقلال البوليس. نادراً ما فكر اليونانيون القدماء في التوحيد. حتى عندما، حدث الغزو الفارسي الثاني لليونان، تحالفت مجموعة من الدول المدينة للدفاع عن اليونان، ظلت الغالبية العظمى من البوليس محايدة، وبعد الهزيمة الفارسية، عاد الحلفاء بسرعة إلى الاقتتال الداخلي.
وهكذا، فإن الخصائص الرئيسية للنظام السياسي اليوناني القديم كانت في المقام الأول تتمثل في: طبيعتها المجزأة، ولا يبدو أن هذا له أصل قبلي، وثانياً، التركيز الخاص على المراكز الحضرية في الدول الصغيرة. وتتضح خصوصيات النظام اليوناني كذلك من خلال المستعمرات التي أقاموها في جميع أنحاء البحر الأبيض المتوسط، والتي، على الرغم من أنها قد تنتسب لبعض البوليس (دولة مدينة) اليونانية على أنها «الأم» (وتبقى متعاطفة معها)، كانت مستقلة تماما في التأسيس عنها.
ربما سيطر جيران أكبر حجماً على البوليس الأصغر حتماً، ولكن يبدو أن الغزو أو الحكم المباشر لدولة مدينة أخرى كان نادراً للغاية. وبدلاً من ذلك، جمع البوليس أنفسهم في إتحادات، والتي كانت عضويتها في حالة مستمرة من التقلب. وفي وقت لاحق في الفترة الكلاسيكية، سوف تصبح الإتحادات أقل وأكبر، تهيمن عليها مدينة واحدة (خاصة أثينا وأسبرطة وثيفا)؛ حيث غالباً ما تظطر البوليس إلى الالتحاق تحت تهديد الحرب (أو كجزء من معاهدة سلام). حتى بعد أن قام فيليب الثاني المقدوني «بغزو» قلب اليونان القديمة، لم يحاول ضم الإقليم، أو توحيده في مقاطعة جديدة، ولكن ببساطة أجبر معظم البوليس للانضمام إلى الرابطة الكورنثية الخاصة به.

### الحكومة والقانون

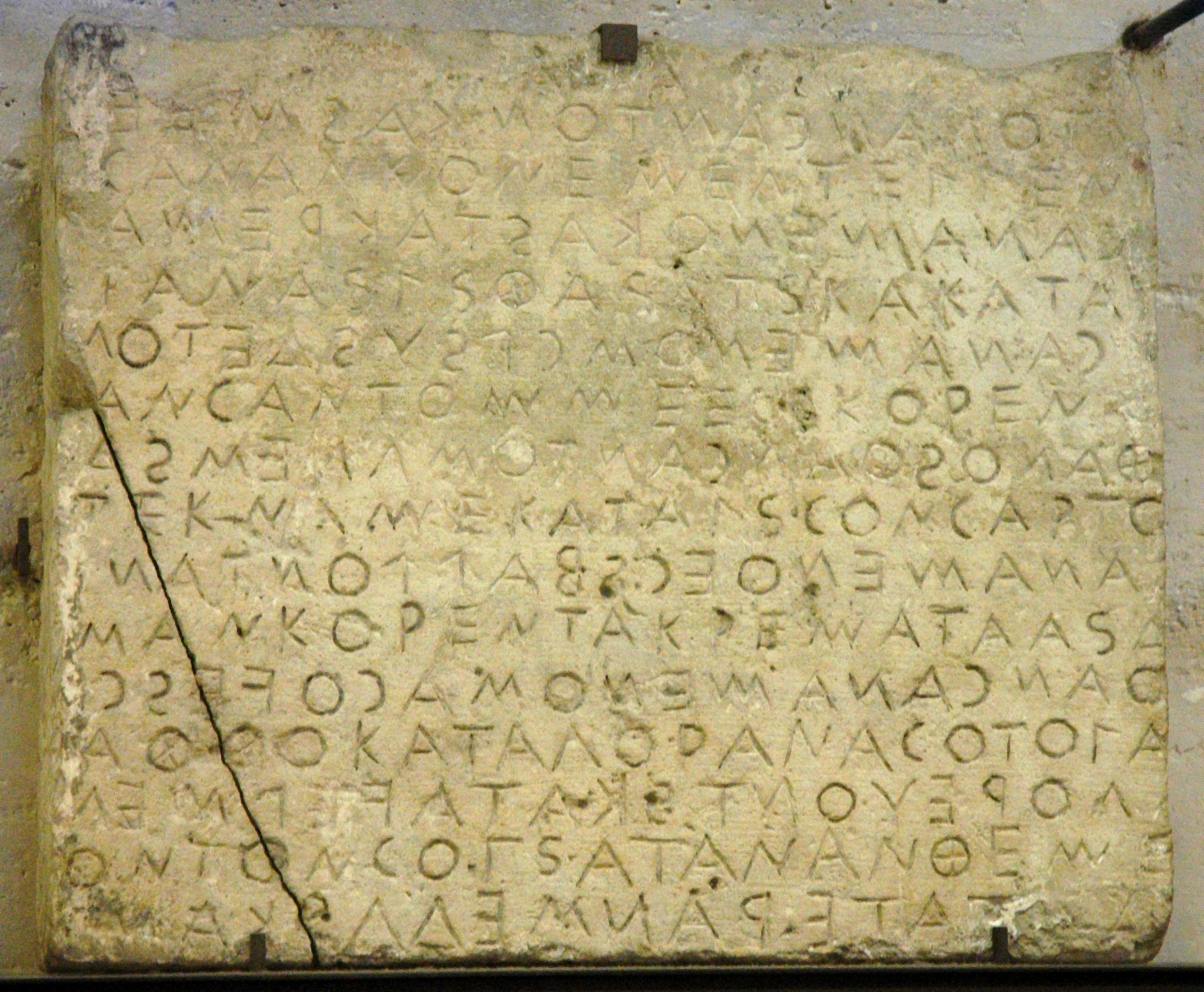
قانون الميراث، جزء من قانون غورتين، كريت، جزء من العمود الحادي عشر. الحجر الجيري، القرن الخامس قبل الميلاد

في البداية يبدو أن العديد من المدن اليونانية كانت ممالك صغيرة. كان هناك في كثير من الأحيان مسؤول في المدينة يحمل بعض الوظائف الاحتفالية المتبقية للملك (بازيليوس)، على سبيل المثال، بازيليوس أركون في أثينا. ومع ذلك، وبحلول العصر القديم والوعي التاريخي الأول، فإن معظمهم قد أصبحوا بالفعل من الأوليغارشية الأرستقراطية. من غير الواضح بالضبط كيف حدث هذا التغيير. على سبيل المثال في أثينا، بحلول 1050 ق.م تم تقليص الملكية إلى رئيس قضائي مستقل وراثي (أركون). بحلول عام 753 ق.م، أصبح هذا الأمر عبارة عن أركون يتم انتخابه كل عشر سنوات. وأخيراً بحلول عام 683 ق.م، أركون مُنتخب سنوياً. من خلال كل مرحلة كان يمكن نقل المزيد من السلطة إلى الطبقة الأرستقراطية ككل، وبعيداً عن الفرد الواحد.
حتمًا، مكنت هيمنة السياسة وما يصاحبها من تجميع للثروة من قِبل مجموعات صغيرة من العائلات من حدوث اضطراب اجتماعي في العديد من البوليس. وفي العديد من المدن، سيطر طاغية (ليس بالمعنى الحديث للأوتوقراطية القمعية) على المدينة وفقاً لرغبتهم الخاصة. في كثير من الأحيان يتم إنشاء جدول أعمال شعبوي من شأنه أن يساعد على إدامته في السلطة. في نظام ممزق بالصراع الطبقي، كانت الحكومة المدارة من قبل «رجل قوي» هي الحل الأفضل في كثير من الأحيان.
أثينا سقطت تحت حكم الطغاة في النصف الثاني من القرن السادس. عندما انتهى حكم الطغاة، أسس الأثينيون أول ديمقراطية في العالم كحل جذري للحيلولة دون استعادة الطبقة الأرستقراطية السلطة. كان مجلس المواطنين (الإكيلازيا)، والذي يستخدم لمناقشة سياسة المدينة، موجودًا منذ إصلاحات دراكو في عام 621 ق.م؛ سُمح لجميع المواطنين بالحضور بعد إصلاحات سولون (أوائل القرن السادس)، لكن أفقر المواطنين لم يتمكنوا من مخاطبة الجمعية أو الترشح للمناصب. مع تأسيس الديمقراطية، أصبحت الجمعية هي الآلية القانونية للحكومة؛ حيث يتمتع جميع المواطنين بامتيازات متساوية في الجمعية. ومع ذلك، فإن غير المواطنين، مثل الميتك  (الأجانب الذين يعيشون في أثينا) أو العبيد، لم يكن لديهم حقوق سياسية على الإطلاق.
بعد نهوض الديمقراطية في أثينا، أسست الدول المدينة الأخرى الديمقراطية. ومع ذلك، احتفظ المدن المدينة بالعديد من أشكال الحكم التقليدية أكثر. كما في كثير من الأحيان في مسائل أخرى، كانت أسبرطة استثناء ملحوظا لبقية اليونان، حيث لم يحكمها خلال تلك الفترة كلها شخص واحد، ولكن اثنين من الملوك الوراثيين. كان هذا شكلا من أشكال الحكومة الثنائية. كان ملوك أسبرطة ينتمون إلى الآغاديين والإرتبانديين، المنحدرين على التوالي من إوريسثينيس وبروكليس. ويُعتقد أن مؤسسي السلالات الحاكمة هم توأمين من أبناء أرسطوديموس، حاكم هيراكليد. ومع ذلك، فإن صلاحيات هؤلاء الملوك كانت تحت مراقبة كل من مجلس الشيوخ (جيروسيا) والقضاة المعينين على وجه التحديد لمراقبة الملوك (أفورر).

### البنية الاجتماعية

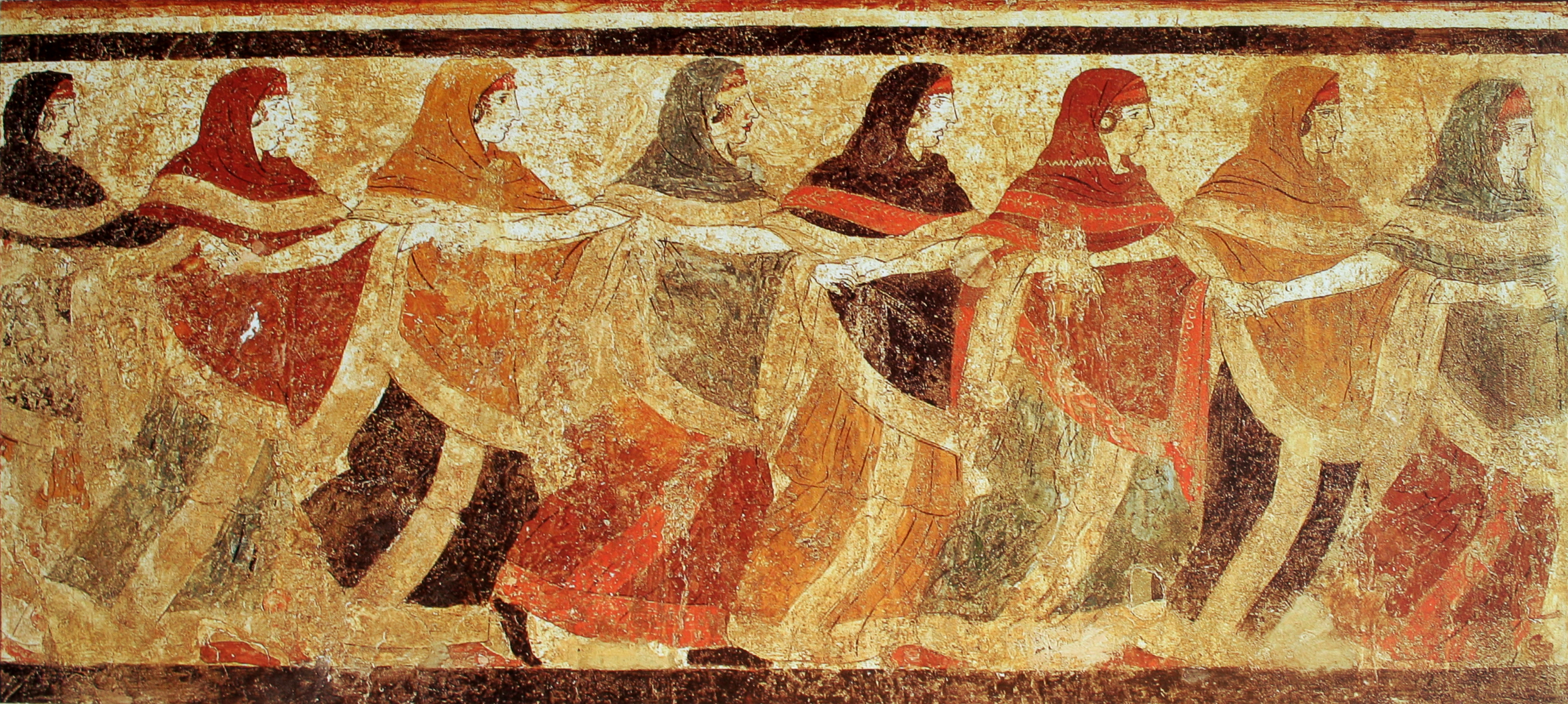
لوحة جصية تصور رقص نساء قبلية البيوسيشن في قبر الراقصين في روفو دي بوليا، القرن الرابع أو الخامس قبل الميلاد

فقط الرجال الأحرار، المولودين في المدينة، الذين يملكون أراض حرة، يمكن أن يكونوا مواطنين يحق لهم الحصول على الحماية الكاملة للقانون في الدولة المدينة. في معظم دول المدن، على عكس الوضع في روما، لم يكن البروز الاجتماعي يسمح بحقوق خاصة. في بعض الأحيان كانت العائلات تسيطر على الوظائف الدينية العامة، ولكن هذا لم يمنح في العادة أي سلطة إضافية في الحكومة. في أثينا، تم تقسيم السكان إلى أربعة طبقات اجتماعية على أساس الثروة. يمكن للناس تغيير الطبقات إذا كسبوا المزيد من المال. في أسبرطة، كان جميع المواطنين الذكور يدعون هومويايي، أي «الأقران». ومع ذلك، فإن الملوك الأسبرطيين، الذين خدموا كقائدين عسكريين ودينيين مزدوجين في الدولة المدنية، جاءوا من عائلتين.

#### العبودية

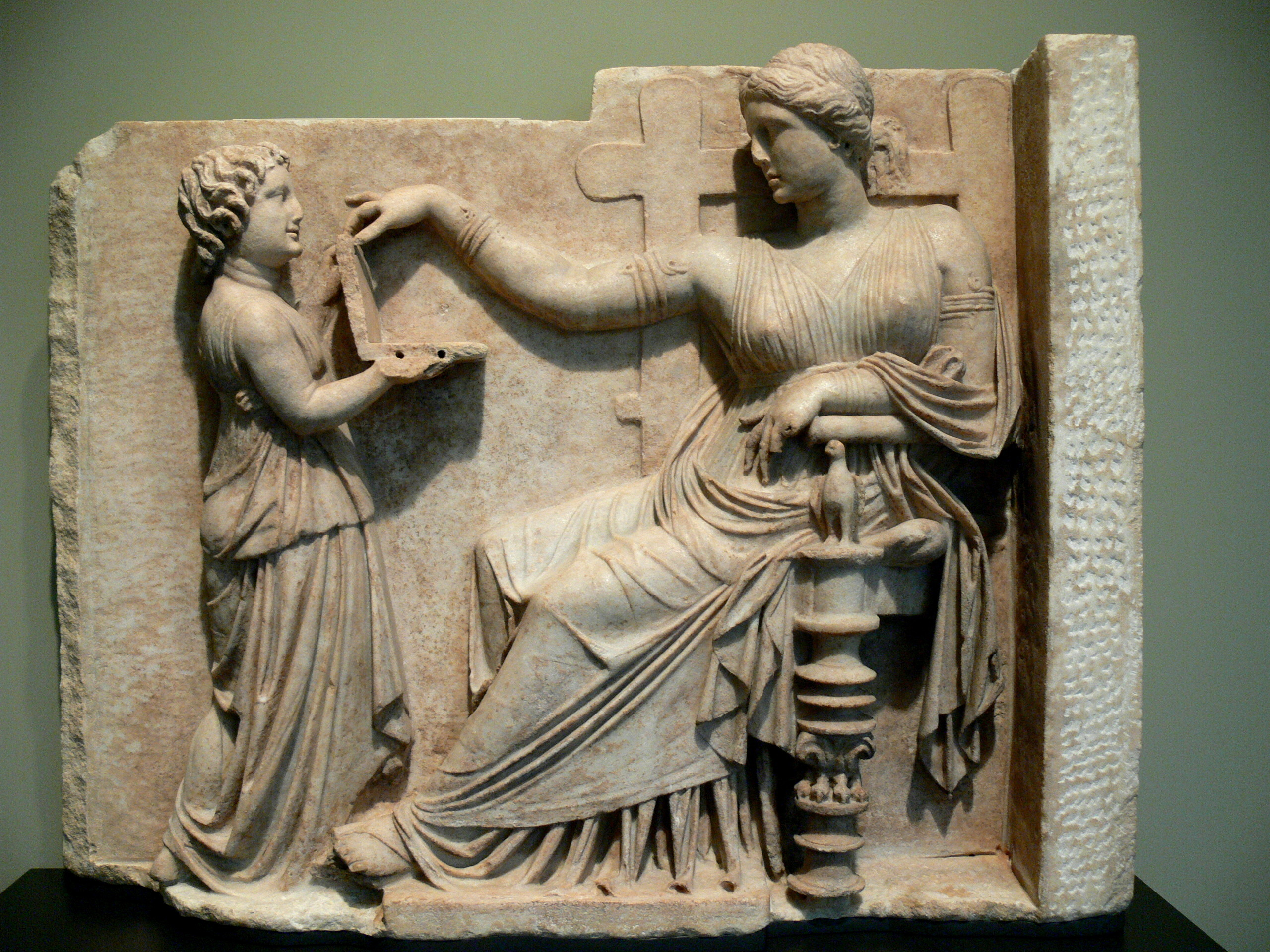
شاهد قبر امرأة مع خادمها الطفل العبد، حوالي عام 100 ق.م

لم يكن للعبيد أي قوة أو وضع اجتماعي. كان لديهم الحق في امتلاك عائلة وملكية خاصة، مع مراعاة إرادة وأذن سيده، لكن ليس لديهم حقوق سياسية. بحلول عام 600 ق.م، انتشرت العبودية في اليونان. بحلول القرن الخامس قبل الميلاد، شكل العبيد ثلث مجموع السكان في بعض الدول المدينة. بين أربعين وثمانين في المائة من سكان أثينا الكلاسيكية كانوا عبيدًا. العبيد خارج أسبرطة لم يثوروا تقريباً لأنهم كانوا مكونون من العديد من الجنسيات وكانوا متناثرين جدا لكي يتم تنظيمهم. ومع ذلك، على عكس الثقافة الغربية في وقت لاحق، لم يفكر اليونانيون القدماء من حيث العرق.
كانت معظم العائلات تملك العبيد كخدم وعمال منزليين، وحتى العائلات الفقيرة ربما كانت تملك بعض العبيد. لم يُسمح للمالكين بضرب أو قتل عبيدهم. وكثيرًا ما وعد الملاك بتحرير العبيد في المستقبل لتشجيع العبيد على العمل بجد. على عكس روما، لم يصبح الرجال المحررين مواطنين. وبدلاً من ذلك، كانوا يُخلطون بين سكان الميتك، والتي شملت أشخاصًا من دول أجنبية أو دول مدن أخرى سمح لهم رسميًا بالعيش في الولاية.
كانت الدول المدن تملك العبيد بشكل قانوني. كان لدى هؤلاء العبيد العموميين قدر أكبر من الاستقلالية من العبيد الذين تملكهم العائلات، ويعيشون بمفردهم ويؤدون مهام متخصصة. في أثينا، تم تدريب العبيد العموميين على البحث عن العملات المزيفة، في حين عمل عبيد المعبد كخدم لإله المعبد، وكان العبيد السكوثيون يستخدمون في أثينا كقوة شرطة يرتبون المواطنين إلى وظائف سياسية.
كان لدى أسبرطة نوع خاص من العبيد يدعى الهيلوتس. كان الهيلوتس من الميسينين استعبدوا خلال الحروب الميسينية من قبل الدولة ومكلفين للعائلات حيث أجبروا على البقاء. قام الهيلوتس بجمع الطعام والقيام بالأعمال المنزلية حتى تتمكن النساء من التركيز على تربية الأطفال الأقوياء بينما يمكن للرجال أن يكرسوا وقتهم للتدريب كهوبليت. عاملهم أسيادهم بقسوة (كان على كل رجل اسبرطي أن يقتل واحداً من الهيلوتس كطقس مرور)، وكثيراً ما لجأت الهيلوتس إلى ثورات العبيد.

### التعليم

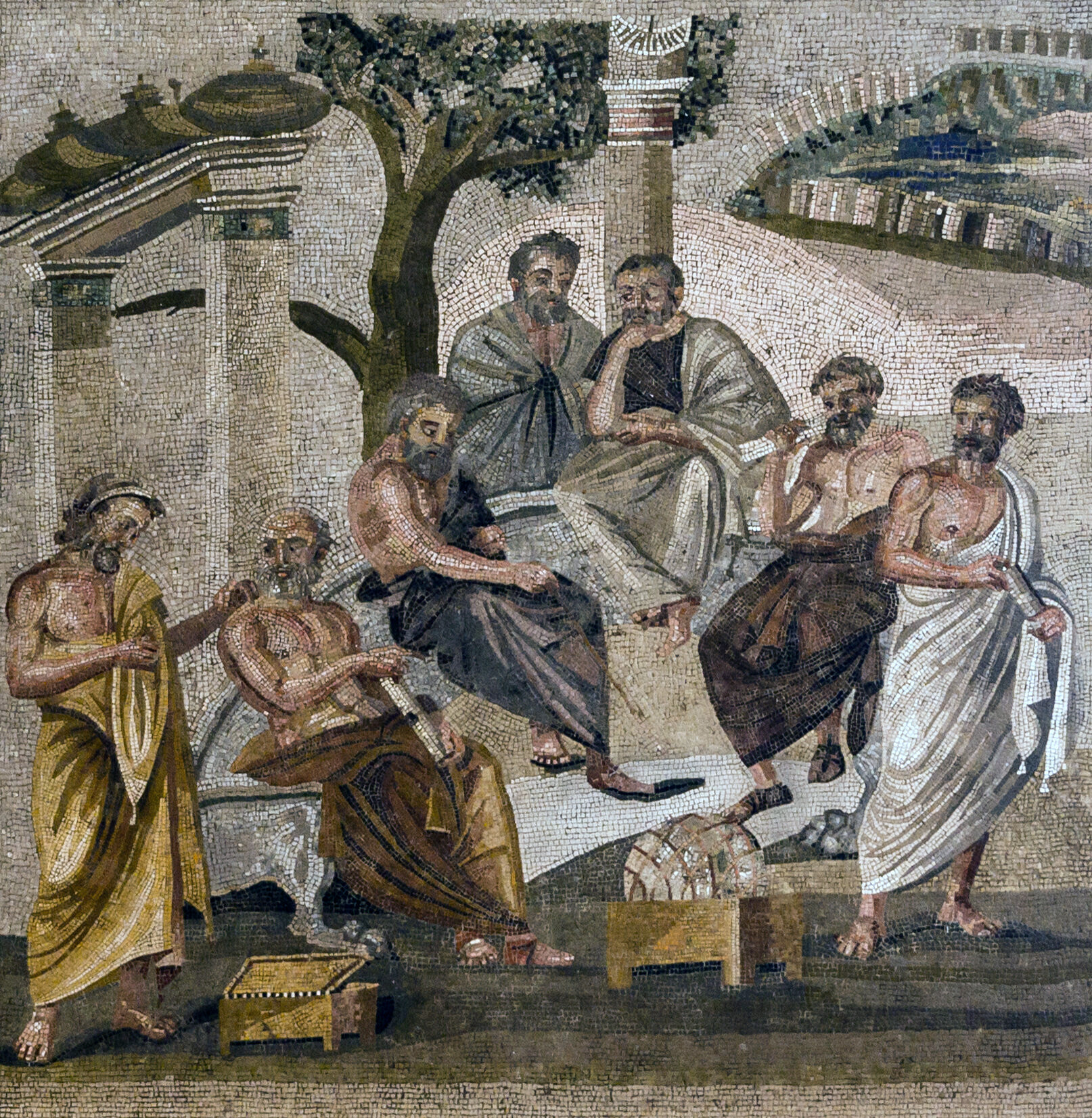
فسيفساء from بومبي depicting أفلاطون's academy

بالنسبة لمعظم التاريخ اليوناني، كان التعليم خاصاً، ماعدا في إسبرطة. خلال الفترة الهلنستية، أنشأت بعض الدول المدينة المدارس العامة. فقط العائلات الثرية يمكنها تحمل تكاليف المعلم. تعلم الأولاد القراءة والكتابة واقتباس الأدب. كما تعلموا الغناء واللعب على الآلات الموسيقية وتم تدريبهم كرياضيين للخدمة العسكرية. لقد درسوا ليس من أجل وظيفة فقط بل من أجل أن يصبحوا مواطنين فعالين. كما تعلمت الفتيات القراءة والكتابة والقيام بعمليات حسابية بسيطة حتى يتمكنوا من إدارة الأسرة. ولكنهم تقريباً لم يتلقوا التعليم بعد مرحلة الطفولة.
ذهب الأولاد إلى المدرسة في سن السابعة، أو ذهبوا إلى الثكنات، إذا عاشوا في أسبرطة. كانت هناك ثلاثة أنواع من التعليم: اللغة والحساب، وجمعيات الموسيقى والرقص، والألعاب الرياضية.
تم رعاية الأولاد من العائلات الثرية الذين يحضرون دروس المدرسة الخاصة من قبل بواغوغوس (باللاتينية: paidagogos)، وهو عبد منزلي تم اختياره لهذه المهمة وهي مرافقة هذا الصبي أثناء النهار. عقدت الدروس في المنازل الخاصة للمدرسين وشملت القراءة والكتابة والرياضيات والغناء ولعب الغنائي والناي. عندما يصبح الولد في عمر 12 عامًا، يبدأ التعليم يتضمن رياضة مثل المصارعة والجري والرمي ورمي الحربة. في أثينا، يلتحق بعض الشباب الأكبر سناً بالأكاديمية من أجل التخصصات الأدق مثل الثقافة والعلوم والموسيقى والفنون. تنتهي الدراسة في سن 18، يليها التدريب العسكري في الجيش عادة لمدة سنة أو سنتين.
يواصل عدد قليل من الأولاد تعليمهم بعد الطفولة، كما هو الحال في التأهيل البدني في أسبرطة. جزء مهم من تعليم المراهق الثري كان الإرشاد مع أحد الشيوخ، والذي في بعض الأماكن والأوقات ربما كان قد شمل الحب. تعلم المراهق من خلال مشاهدة معلمه يتحدث عن السياسة في الأغورا، ومساعدته في أداء واجباته العامة، والتدرب معه في صالة للألعاب الرياضية وحضور حفلات الشراب معه. ياصل أغنى الطلاب دراستهم من خلال الدراسة مع المعلمين المشهورين. بعض من أعظم هذه المدارس في أثينا شملت ليسيوم (ما يسمى المدرسة المشائية التي أسسها أرسطو من ستاجيرا) والأكاديمية الأفلاطونية (التي أسسها أفلاطون الأثيني). نظام تعليم الأغنياء في اليونان يسمى أيضاً بايديا.

### الاقتصاد
في خلال ارتفاعها الاقتصادي، في خلال القرنين الخامس والرابع قبل الميلاد، كانت اليونان القديمة هي الاقتصاد الأكثر تقدمًا في العالم. وفقا لبعض المؤرخين الاقتصاديين، كان الاقتصاد اليوناني واحداً من أكثر اقتصادات ما قبل الفترة الصناعية تقدماً. ويتجلى ذلك في متوسط الأجر اليومي للعامل اليوناني الذي بلغ، قياساً بالقمح، حوالي 12 كغم. كان هذا أكثر من ثلاثة أضعاف متوسط الأجر اليومي لعامل مصري خلال الفترة الرومانية، والذي بلغ حوالي 3.75 كجم.

### الحرب

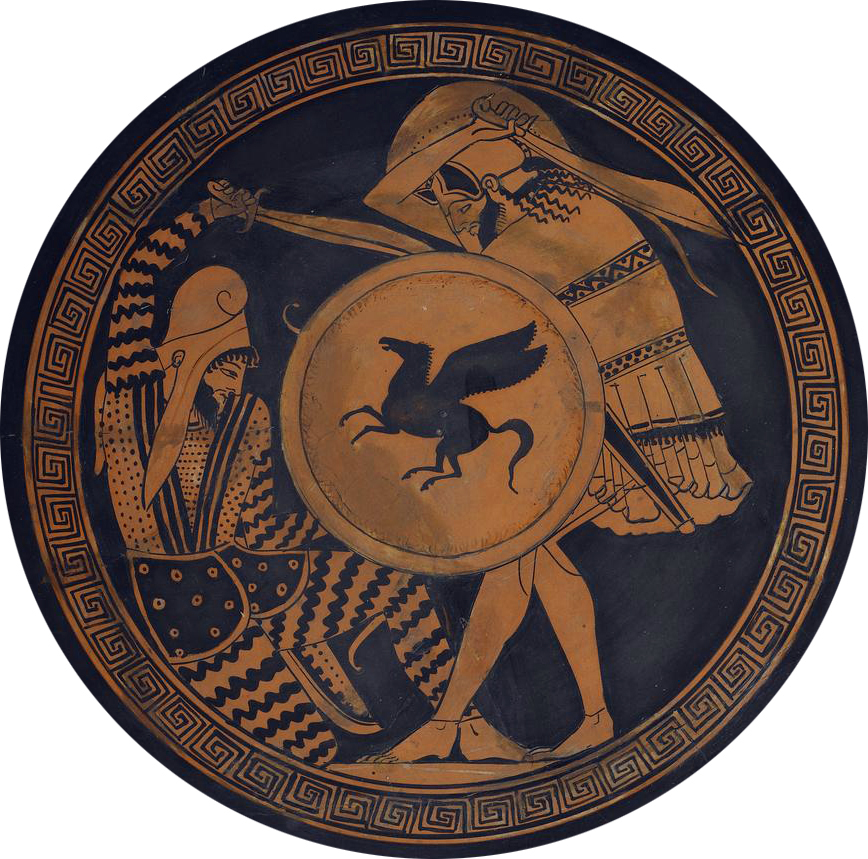
Greek هوبليت and Persian warrior depicted fighting, on an ancient kylix, 5th century BC

على الأقل في العصر القديم، أدت الطبيعة المجزأة لليونان القديمة، مع العديد من الدول المدن المتنافسة، إلى زيادة تواتر الصراع، لكنها حدت من نطاق الحرب. بسبب عدم قدرتها على الحفاظ على الجيوش المهنية، اعتمدت دول المدينة على مواطنيها للقتال. أدى هذا إلى تقليل الفترة المحتملة للحملات، حيث يحتاج المواطنون إلى العودة إلى مهنهم (خاصة في حالة المزارعين مثلاً). وبالتالي، اقتصرت الحملات في كثير من الأحيان على الصيف. عندما وقعت المعارك، كانت عادة ما تكون مرة واحدة وتهدف إلى أن تكون حاسمة. كانت الخسائر طفيفة مقارنة بالمعارك اللاحقة، ونادراً ما كانت تصل إلى أكثر من 5٪ من الجانب الخاسر، لكن القتلى غالباً ما ضموا أبرز المواطنين والجنرالات الذين قادوا من الجبهة.
تغير حجم ونطاق الحرب في اليونان القديمة بشكل كبير نتيجة الحروب الفارسية اليونانية. كانت محاربة الجيوش الهائلة للإمبراطورية الأخمينية تتخطى قدرات دولة مدينة واحدة. وقد تحقق الانتصار النهائي لليونانيين من خلال تحالفات دول المدن (تغير التكوين الدقيق بمرور الوقت)، مما سمح بتجميع الموارد وتقسيم العمل. على الرغم من أن التحالفات بين دول المدن وقعت قبل هذا الوقت، إلا أنه لم يشاهد أي شيء على هذا النطاق من قبل. أدى صعود أثينا وأسبرطة باعتبارهما قوى بارزة خلال هذا الصراع مباشرة إلى الحرب البيلوبونيسية، التي شهدت مزيدا من التطور لطبيعة الحرب والاستراتيجية والتكتيكات. خِيضت بين تحالفات المدن التي تهيمن عليها أثينا وأسبرطة، زادت القوى العاملة والموارد المالية زيادة الحجم، وسمحت بتنويع الحرب. وقد ثبت أن المعارك المتقطعة خلال الحرب البيلوبونيسية غير حاسمة وبدلاً من ذلك كان هناك اعتماد متزايد على الاستراتيجيات الاحتجاجية والمعارك البحرية والحصار البحري والحصار الأرضي. هذه التغييرات زادت بشكل كبير من عدد الضحايا وتعطل المجتمع اليوناني. امتلكت أثينا واحدة من أكبر أساطيل الحرب في اليونان القديمة. كان لديها أكثر من 200 سفينة ثلاثية المجاديف كل مدعوم من 170 مجندين كانوا يجلسون في 3 صفوف على كل جانب من جوانب السفينة. كان باستطاعة المدينة شراء مثل هذا الأسطول الكبير - كان لديها أكثر من 34.000 مجداف - لأنها كانت تمتلك الكثير من مناجم الفضة التي كان يعمل بها العبيد.

## الثقافة

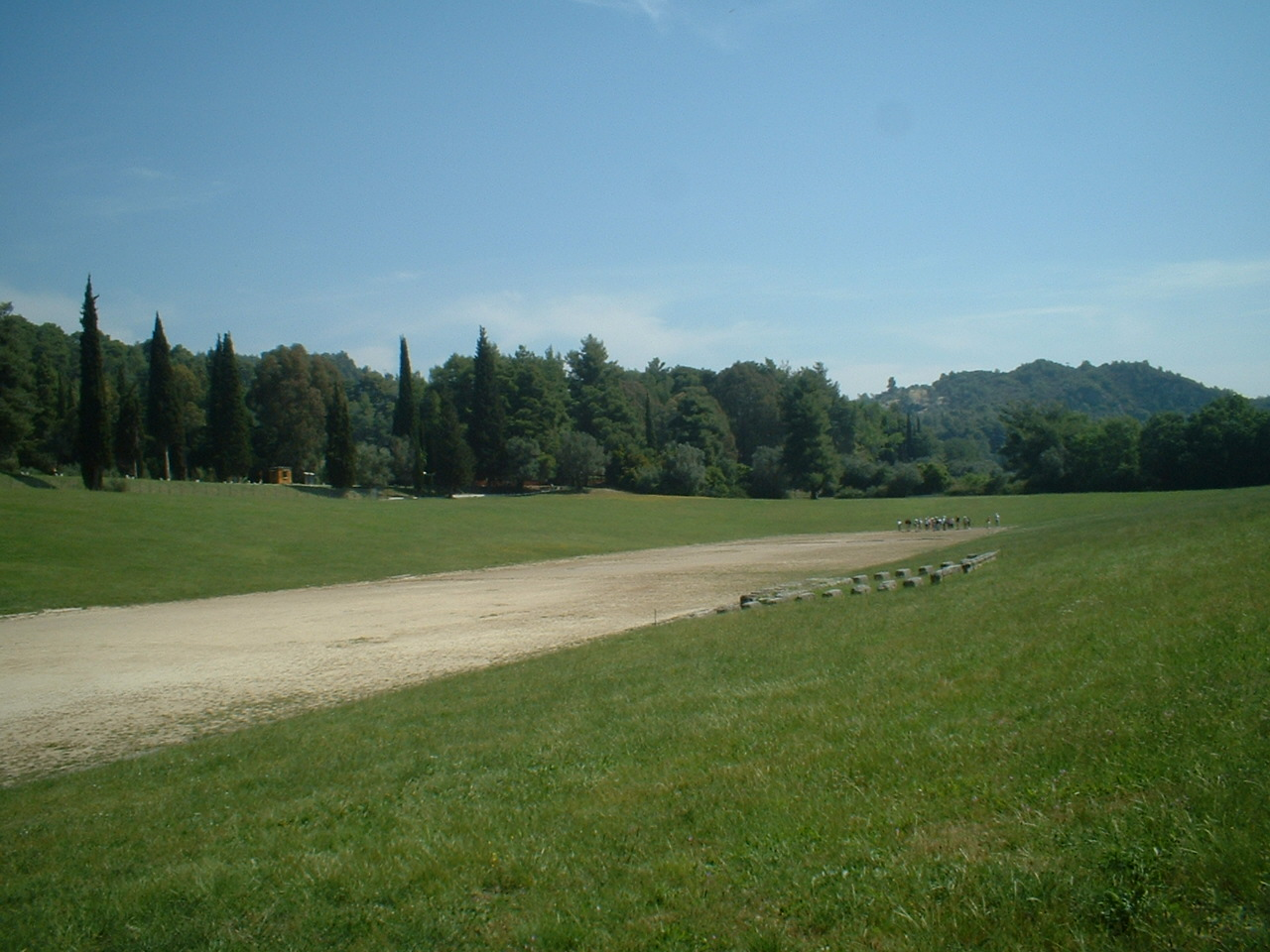
ستاد أولمبيا، موطن الألعاب الأولمبية القديمة

### فلسفة
ركزت الفلسفة اليونانية القديمة على دور المنطق والتحقيق. من نواح عديدة، كان له تأثير مهم على الفلسفة الحديثة، وكذلك على العلم الحديث. إن خطوط التأثير الواضحة غير المنقطعة تقود من الفلاسفة اليونانيين والهلنستيين القدماء، إلى الفلاسفة المسلمين في العصور الوسطي والعلماء المسلمين، إلى النهضة الأوروبية والتنوير، إلى العلوم العلمانية في العصر الحديث.
لم يبدأ أي من المنطق أو التحقيق مع الإغريق. إن تحديد الفرق بين السعي الإغريقي إلى المعرفة وأسئلة الحضارات القديمة، مثل المصريين القدماء والبابليين، كان منذ فترة طويلة موضوع دراسة قام بها نظراء الحضارة.
بعض الفلاسفة المعروفين في اليونان القديمة كانوا أفلاطون وسقراط، من بين آخرين. لقد ساعدوا في المعلومات حول المجتمع اليوناني القديم من خلال كتابات مثل الجمهورية، والذي كتبه أفلاطون.

### الأدب والمسرح

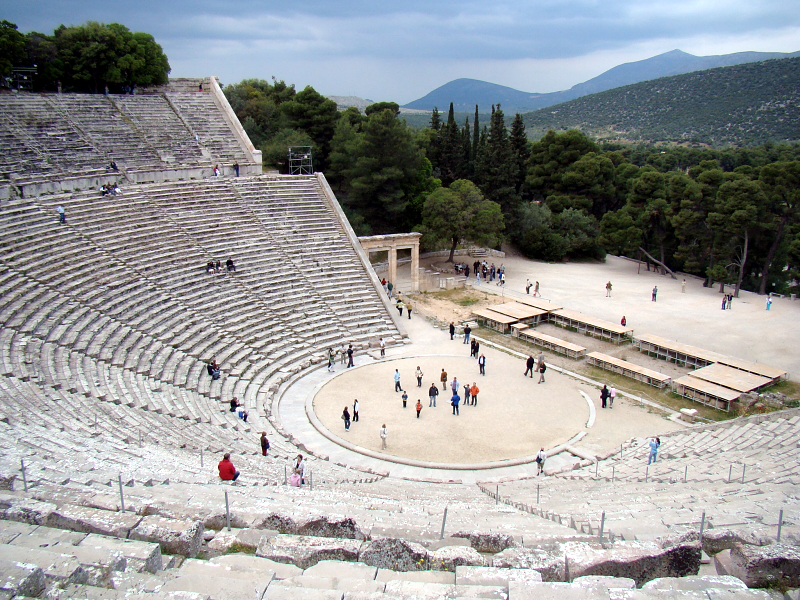
The theatre of Epidauros, 4th century BC

كان الأدب اليوناني الأقدم هو الشعر، وكان يتألف من الأداء بدلاً من الاستهلاك الخاص. الشاعر اليوناني الأول المعروف هو هوميروس، على الرغم من أنه كان بالتأكيد جزءًا من تقاليد الشعر الشفهي الموجودة. شعر هوميروس، على الرغم من أنه تم تطويره في نفس الوقت الذي طور فيه اليونانيون الكتابة، كان يمكن أن يتكون شفوياً. كان الشاعر الأول الذي يؤلف عملهم كتابةً هو أرخيلوخوس، وهو شاعر غنائي من منتصف القرن السابع قبل الميلاد. تطور شعر المأساة، حول نهاية الفترة القديمة، مع عناصر من جميع أنحاء الأنواع الموجودة مسبقا من الشعر القديم. نحو بداية الفترة الكلاسيكية، بدأت الكوميديا بالتطور - أقرب تاريخ مرتبط بهذا النوع هو عام 486 ق.م، عندما أصبحت مسابقات الكوميديا حدثًا رسميًا في مدينة ديونيسيا في أثينا، على الرغم من أن أول كوميديا قديمة تم الحفاظ عليها هي «أهل أخارناي» من أريستوفان، أنتجت في عام 425 ق.م.

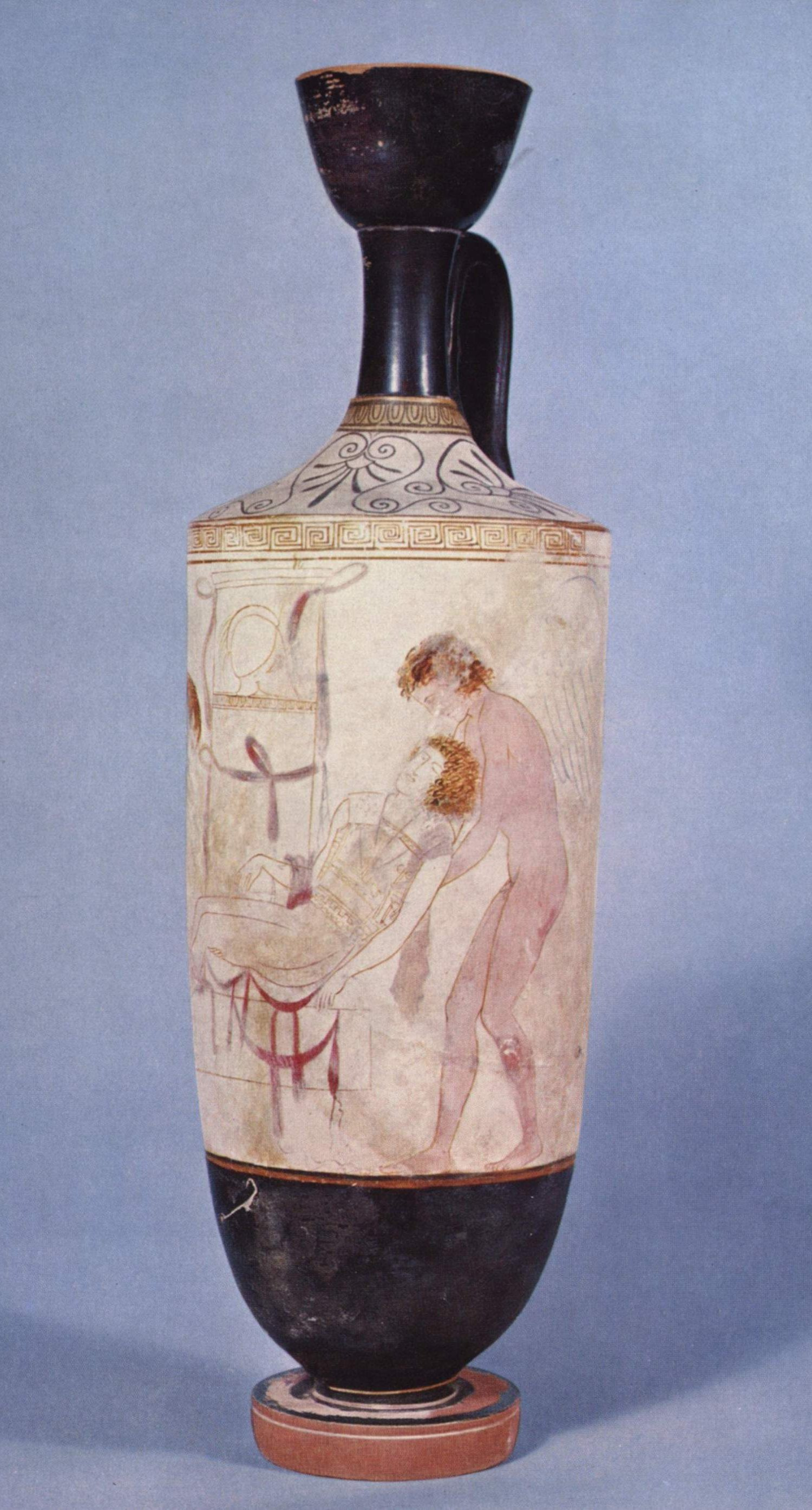
A scene from the الإلياذة: هيبنوس and ثاناتوس carrying the body of Sarpedon from the battlefield of طروادة; detail from an Attic white-ground lekythos, ca. 440 BC.

مثل الشعر، كان للنثر اليوناني أصوله في العصر القديم، وأقدم كتاب الفلسفة اليونانية والتاريخ والأدب الطبي يعود تاريخه إلى القرن السادس قبل الميلاد. برز النثر لأول مرة كنمط الكتابة الذي تبناه فلاسفة ما قبل سقراط أناكسيماندر وأنكسيمانس - على الرغم من أن طاليس، يعتبر الفيلسوف اليوناني الأول، على ما يبدو أنه لم يكتب أي شيء. بلغ النثر مرحلة النضوج في العصر الكلاسيكي، ونوع النثر اليوناني الرئيسي - الفلسفة والتاريخ والبلاغة والحوار - تطورت في هذه الفترة.
شهدت الفترة الهلنستية تحول المركز الأدبي للعالم اليوناني من أثينا، حيث كان في الفترة الكلاسيكية، إلى الإسكندرية. وفي الوقت نفسه، كان الملوك الهلنستانيون الآخرون مثل أنتيغونوس والأتالوس هم رعاة المبتعثين والأدب، حيث قاموا بتحويل بيلا وبيرغامون على التوالي إلى مراكز ثقافية. كان ذلك بفضل هذه الرعاية الثقافية من قبل الملوك الهلنستيين، وخاصة متحف الإسكندرية، الذي يضمن بقاء الكثير من الأدب اليوناني القديم. كانت مكتبة الإسكندرية، وهي جزء من المتحف، هدفًا غير متصور سابقًا وهو جمع نسخ من جميع المؤلفين المعروفين باللغة اليونانية. تقريبا جميع الأدبيات الهلينستية غير الفنية المتبقية هي الشعر، ويميل الشعر الهلنستي إلى أن يكون فكريًا للغاية، مزاجاً أنواع وتقاليد مختلفة، ومتجنباً الروايات الخطية. شهدت الفترة الهلنستية أيضًا تحولًا في الطرق التي يتم بها استهلاك الأدب - بينما في الفترات القديمة والكلاسيكية كان الأدب يلقي على العامة، في الفترة الهلنستية كان يقرأ بشكل خاص بشكل عام. في الوقت نفسه، بدأ الشعراء الهلنستانيون الكتابة للاستهلاك الخاص، وليس العام.
مع انتصار أوكتافيان في أكتيوم في عام 31 ق.م، بدأت روما تصبح مركزًا رئيسيًا للأدب اليوناني، حيث جاء مؤلفون يونانيون مهمون مثل سترابو وديونيسيوس الهاليكارناسوسي إلى روما. كانت فترة الابتكار الأعظم في الأدب اليوناني في روما هي «القرن الثاني الطويل» من حوالي 80 م إلى حوالي 230 م. كان هذا الابتكار مميزًا بشكل خاص في النثر، مع تطور الرواية وإحياء البروز لعرض الخطابة التي يرجع تاريخها إلى هذه الفترة.

### الموسيقى والرقص
كانت الموسيقى موجودة بشكل شبه عالمي في المجتمع اليوناني، من الزيجات والجنازات إلى الاحتفالات الدينية، والمسرح، والموسيقى الشعبية، وتلاوة الشعر الملحمي. هناك أجزاء كبيرة من الترميز الموسيقي اليوناني الفعلي بالإضافة إلى العديد من الإشارات الأدبية إلى الموسيقى اليونانية القديمة. يصور الفن اليوناني الآلات الموسيقية والرقص. كلمة الموسيقى مشتقة من اسم ميوزات (Muses)، بنات زيوس الذين كانوا آلهة للفنون.

### العلوم والتكنولوجيا

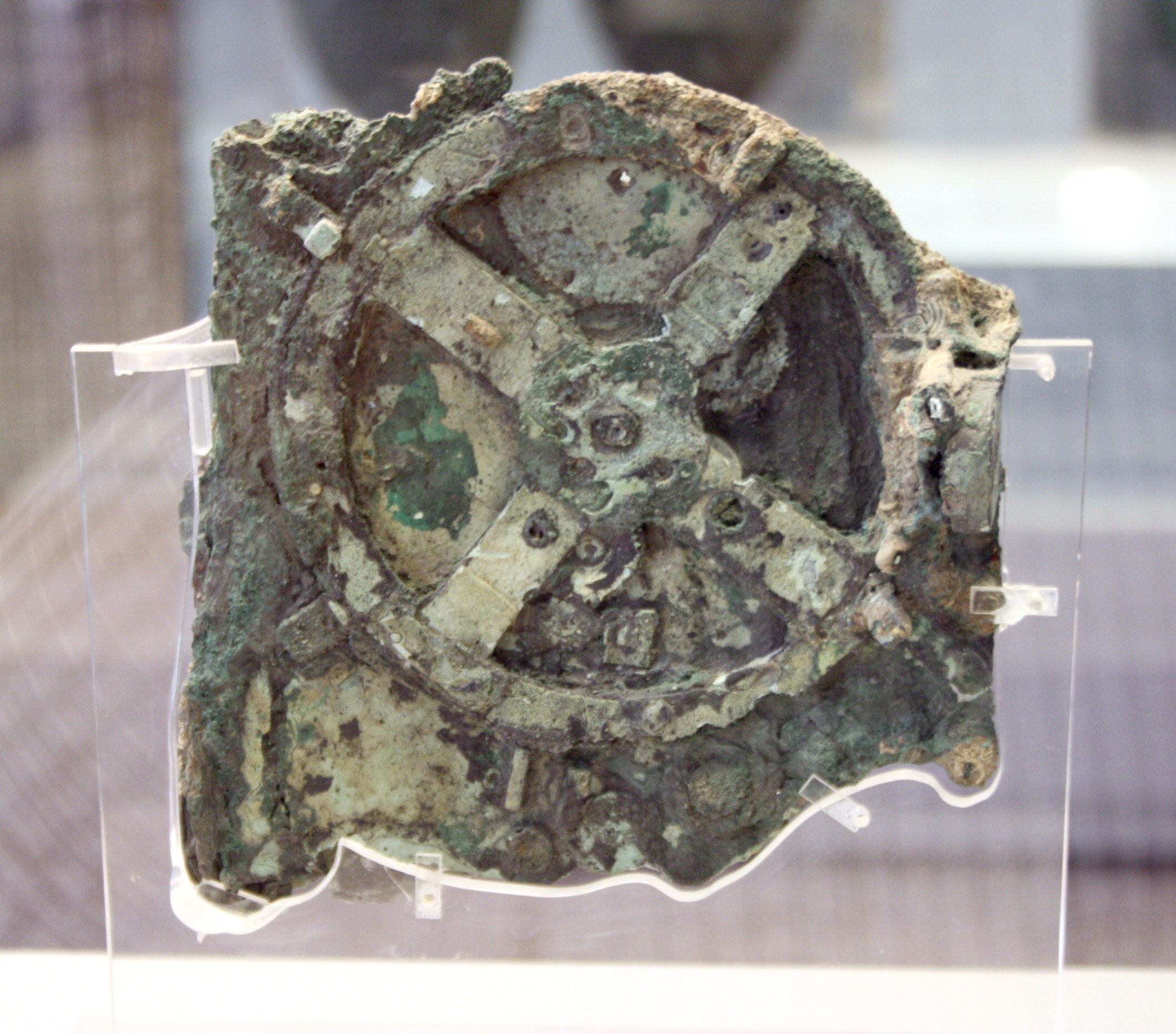
The آلية أنتيكيثيرا was an حاسوب تماثلي from 150–100 BC designed to calculate the positions of astronomical objects.

ساهمت الرياضيات اليونانية القديمة في العديد من التطورات الهامة في مجال الرياضيات، بما في ذلك القواعد الأساسية للهندسة، وفكرة الإثبات الرياضي الرسمي، والاكتشافات في نظرية الأعداد، والتحليل الرياضي، والرياضيات التطبيقية، وتقترب من تأسيس حساب التكامل. لا تزال اكتشافات العديد من علماء الرياضيات اليونانيين، بما في ذلك فيثاغورس وإقليدس وأرخميدس، تستخدم في تدريس الرياضيات اليوم.
طور اليونانيون علم الفلك إلى مستوى متطور للغاية، وعاملوه كفرع من الرياضيات. تم تطوير أول نماذج هندسية ثلاثية الأبعاد لشرح الحركة الظاهرية للكواكب في القرن الرابع قبل الميلاد من قبل إيودوكسوس من كنيدوس و كاليبوس. اقترح هيرقليديس بونتيكوس الأصغر سناً المعاصر أن الأرض تدور حول محورها. في القرن الثالث قبل الميلاد، كان أرسطرخس الساموسي أول من اقترح نظاما مركزياً. أرخميدس في أطروحته حسابات الرمل يُحيي فرضية أرسطرخس «أن النجوم الثابتة والشمس تبقى غير متأثرة، بينما تدور الأرض حول الشمس على محيط الدائرة». وإلا، فإن الأوصاف المجزأة لفكرة أرسطرخس تبقى فقط. قدر إراتوستينس، مستخدمًا زوايا الظلال التي تم قياسها في مناطق منفصلة على نطاق واسع، محيط الأرض بدقة كبيرة. في القرن الثاني قبل الميلاد قدم هيبارخوس من نيقيا عددًا من المساهمات، بما في ذلك أول قياس لـ المبادرة وأول قاموس مجمع للنجوم الذي اقترح فيها النظام الحديث للمقاييس الظاهرية.
إن آلية أنتيكيثيرا، وهي أداة لحساب حركات الكواكب، التي تعود إلى حوالي عام 80 ق.م، كان أول سلف للحاسوب الفلكي. تم اكتشافه في حطام سفينة قديمة غارقة قبالة جزيرة أنتيكيثيرا اليونانية، بين كيثيرا وكريت. أصبح هذا الجهاز مشهوراً لاستخدامه ترس تفاضلي، كان يُعتقد سابقاً أنه اخترع في القرن السادس عشر، وصغر أجزائه وتعقيدها، يقارن بالساعة التي صنعت في القرن الثامن عشر. يتم عرض الآلية الأصلية في المجموعة البرونزية للمتحف الأثري الوطني في أثينا، مصحوبة بنسخة طبق الأصل.
اكتشف الإغريق أيضاً العديد من الاكتشافات الهامة في المجال الطبي. أبقراط كان طبيبا في الفترة الكلاسيكية، ويعتبر واحدا من أبرز الشخصيات في تاريخ الطب. يشار اليه باسم «والد الطب» تقديرا لمساهماته الدائمة في هذا المجال كمؤسس مدرسة أبقراط للطب. أحدثت هذه المدرسة الفكرية ثورة في الطب في اليونان القديمة، مما جعلها تخصصًا متميزًا عن المجالات الأخرى التي ارتبطت بها تقليديًا (خصوصًا الطقوس والفلسفة)، مما جعل الطب مهنة.

### الفن والعمارة

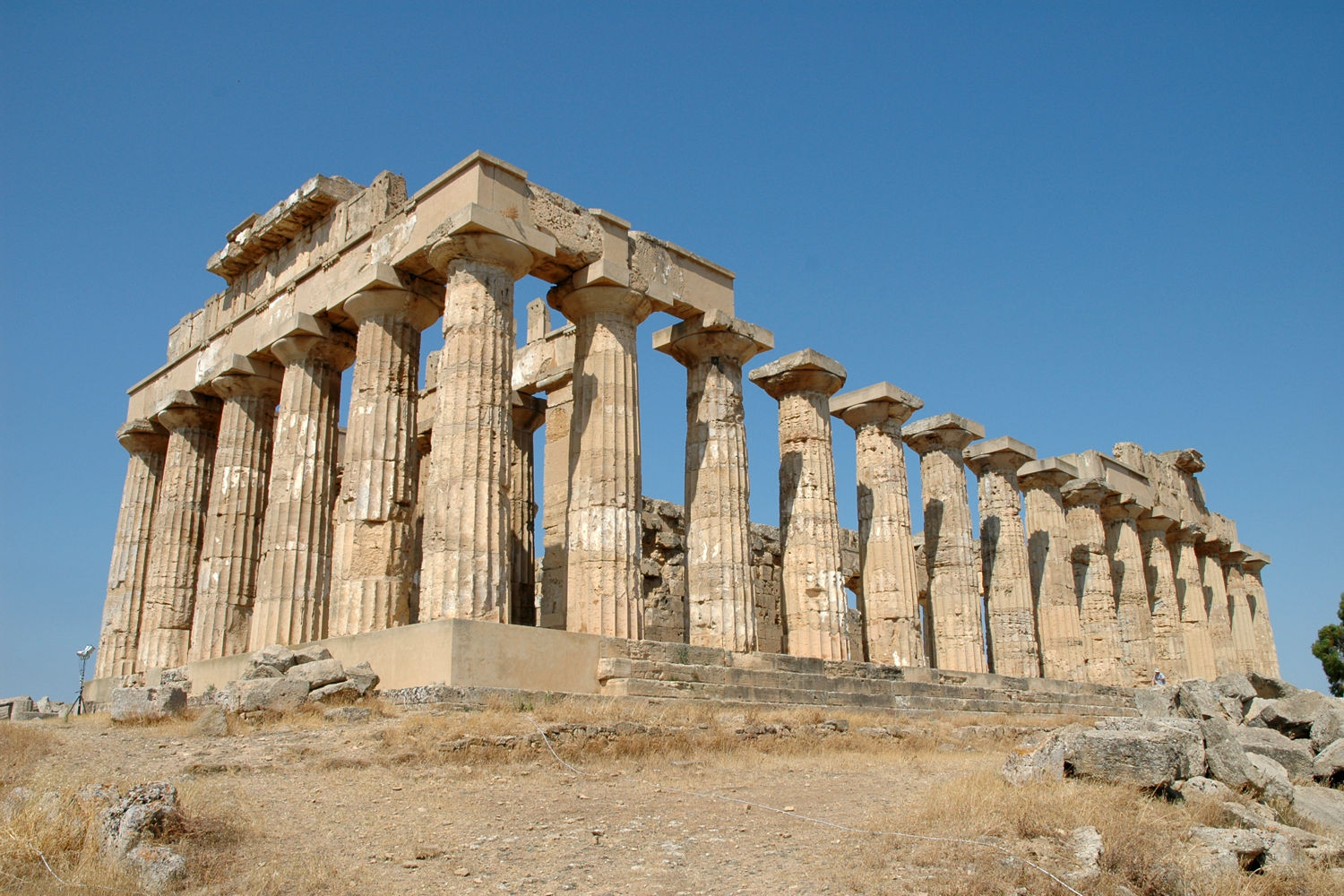
معبد هيرا في سيلينوس، صقلية

لقد أثر فن اليونان القديم تأثيراً هائلاً على ثقافة العديد من البلدان منذ العصور القديمة وحتى يومنا هذا، وخاصة في مجالات النحت والهندسة المعمارية. في الغرب، استمد فن الإمبراطورية الرومانية إلى حد كبير من النماذج اليونانية. في الشرق، بدأت غزوات الإسكندر الأكبر عدة قرون من التبادل بين الثقافات اليونانية ووسط آسيا والهند، مما أدى إلى الفن البوذي اليوناني، مع تأثيرات تصل إلى اليابان. بعد عصر النهضة في أوروبا، ألهمت الجمالية الإنسانية والمعايير الفنية العالية للفن اليوناني أجيالًا من الفنانين الأوروبيين. في القرن التاسع عشر، سيطر التقليد الكلاسيكي المستمد من اليونان على فن العالم الغربي.

### الدين والأساطير

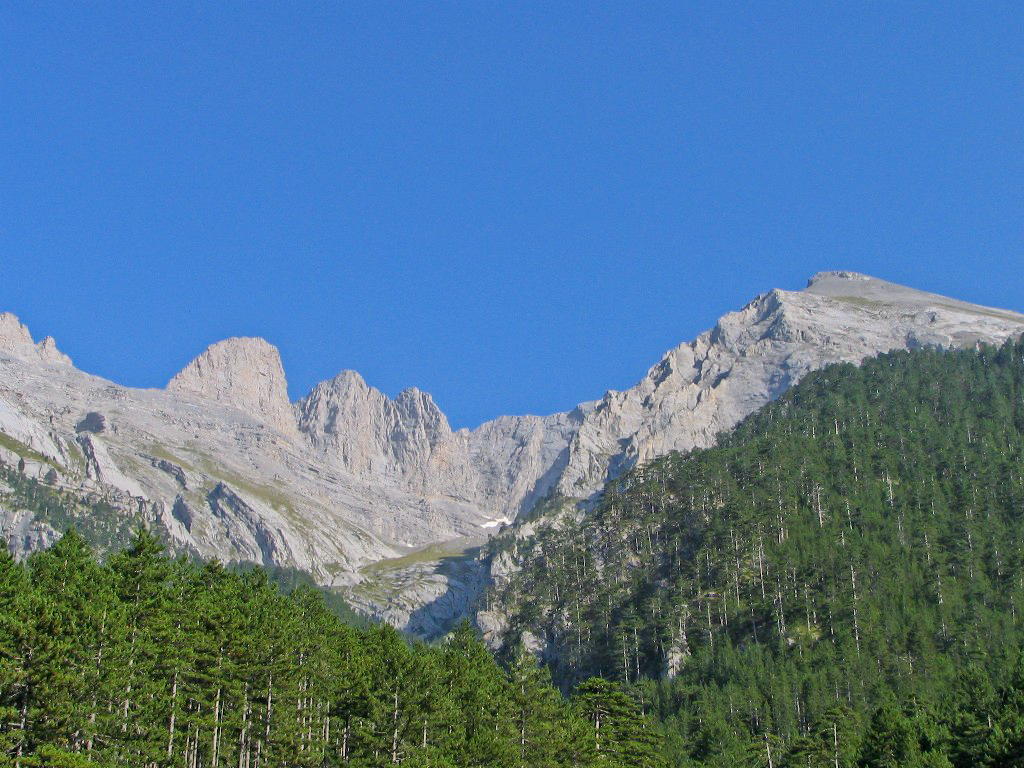
جبل أوليمبوس, home of the الأولمبيون الاثنا عشر

تتكون الأساطير اليونانية من قصص تنتمي إلى الإغريق القدماء فيما يتعلق بآلهتهم وأبطالهم، وأصل وطبيعة العالم والممارسة الدينية. كانت الآلهة اليونانية الرئيسية هي الأولمبيون الاثنا عشر، زيوس، زوجته هيرا، بوسيدون، آريز، هيرميز، هيفيستوس، أفروديت، أثينا، أبولو، أرتميس، ديميتر، وديونيسوس. تشمل الآلهة الهامة الأخرى هيبي، هاديس، هيليوس، هيستيا، بيرسيفون وهرقل. كان والدا زيوس هما كرونوس وريا اللذين كانا أيضا والدا بوسيدون، وهاديس، وهيرا، هيستيا، وديميتر.

## الإرث
لقد كانت حضارة اليونان القديمة مؤثرة بشكل كبير على اللغة والسياسة والنظم التعليمية والفلسفة والعلوم والفنون. أصبحت الثقافة المهيمنة في الإمبراطورية الرومانية إلى حد تهميش التقاليد الإيطالية الأصلية. كما قالها هوراس:
Graecia capta ferum victorem cepit et artis / intulit agresti Latio (Epistulae 2.1.156f.)
«Captive Greece took captive her uncivilised conqueror and instilled her arts in rustic لاتيوم.»

## وصلات خارجية
- المتحف الكندي للحضارة - أسرار اليونان في الماضي
- اليونان القديمة من موقع المتحف البريطاني
- التاريخ الاقتصادي في اليونان القديمة
- تاريخ العملة اليونانية
- Limenoscope، هي قاعدة بيانات الموانئ اليونانية القديمة
- ارشيف المسرح القديم فن العمارة اليونانية والرومانية
- يتضح التاريخ اليوناني، د. جانيس سيجل، قسم الكلاسيكيات، كلية هامبدن - سيدني، فيرجينيا